# VW Golf Cabriolet

## Modellgeschichte
Als Golf Cabriolet oder Golf Cabrio werden mehrere Fahrzeugmodelle des Automobilherstellers Volkswagen bezeichnet. Ab März 1979 wurde das erste Modell auf der technischen Basis des Golf I hergestellt, es folgten Modelle auf Basis des Golf III und Golf VI. Vom Golf I Cabriolet wurden bis August 1993 389.000 Wagen hergestellt; von September 1993 bis April 1998 wurde das Nachfolgemodell auf Basis des Golf III 171.000-mal produziert. Von April 1998 bis Juni 2002 gab es eine Facelift-Version des Golf III Cabriolet mit der Optik des Golf IV.
Alle Golf-Cabriolet-Generationen stellte Karmann in Osnabrück her, die auch an der Entwicklung des offenen Golf beteiligt waren und noch bis Januar 1980 das Vorgängermodell Käfer Cabrio produzierten. Einzelne Fahrzeuge der Baureihen Golf III und Golf IV Cabriolet produzierte auch Volkswagen de México im Werk Puebla.
Das Golf Cabriolet war von Frühjahr 1979 bis zu seiner Produktionseinstellung Mitte 2002 stets eines der beliebtesten offenen Fahrzeuge auf dem deutschen und österreichischen Markt.
Im Juni 2011 brachte Volkswagen ein neues Golf Cabriolet auf Basis des Golf VI auf den Markt, das im März 2011 auf dem Genfer Auto-Salon vorgestellt wurde.

## Golf I Cabriolet (1979–1993)

### Vorstellung
Nach der Produktionseinstellung des Käfer Cabriolets Anfang 1980 wurde der offene Golf, dessen Produktion am 14. Februar 1979 bei der Wilhelm Karmann GmbH in Osnabrück begann, zum Verkaufsschlager. Nachdem die Absatzzahlen für Cabrios in den 1980er-Jahren stetig anstiegen und das Golf Cabrio auch in zahlreichen Fernsehserien erschien (Die Schwarzwaldklinik, Remington Steele und Stranger Things), erreichte das Fahrzeug einen gewissen Kultstatus und ist inzwischen ein gesuchter Oldtimer.
Gegenüber dem normalen Golf I ist das Gewicht allein der Rohbaukarosserie des Cabriolets um 90 kg erhöht, gegenüber dem Golf I GTI ist das GLI-Cabriolet insgesamt 140 kg schwerer. Im GLI-Cabriolet findet sich neben dem GTI-Motor (81 kW/110 PS, K-Jetronic) auch das sportlichere Fahrwerk mit strafferen Stoßdämpfern, etwas verbreiterten Reifen und ebenfalls leicht verbreiterten Kotflügelausschnitten. Im Vergleich zum VW Käfer Cabriolet wurde die Karosserie-Durchbiegung um 10 % und die Verwindung um 40 % verringert. Das Dach besteht aus fünf Schichten: Unter dem äußeren Dachbezug gibt es eine Schicht Nesselmaterial, dann eine 20 mm dicke Polsterschicht aus Gummihaar, darunter nochmals Nesselmaterial und danach der Kunststoff-Dachhimmel. Der cW-Wert beträgt 0,48 mit geschlossenem Dach, 0,53 mit offenem Dach bei geschlossenen Fenstern und 0,55 bei offenem Dach und maximal geöffneten Fensterscheiben.

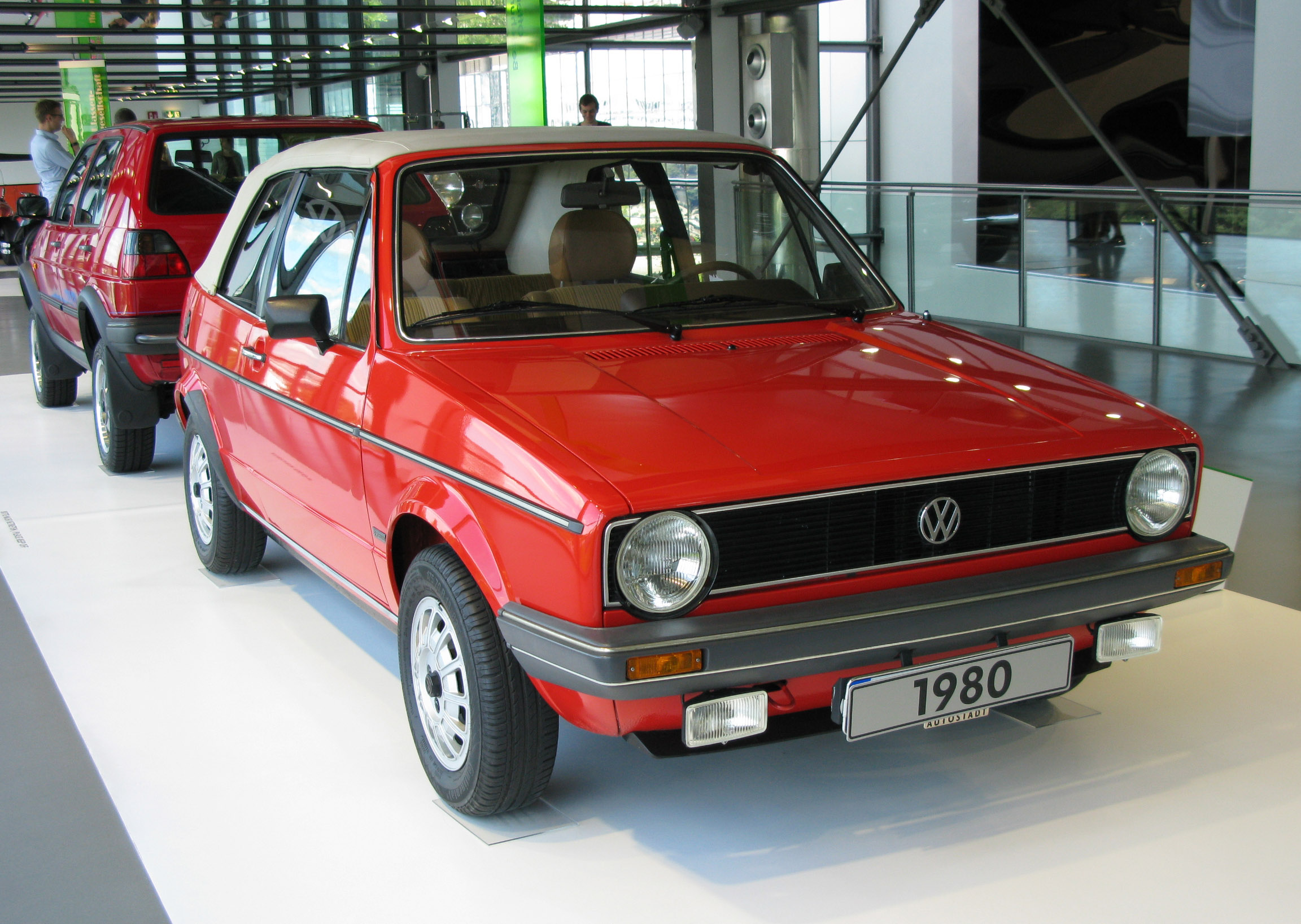
VW Golf Cabrio (1979–1986)
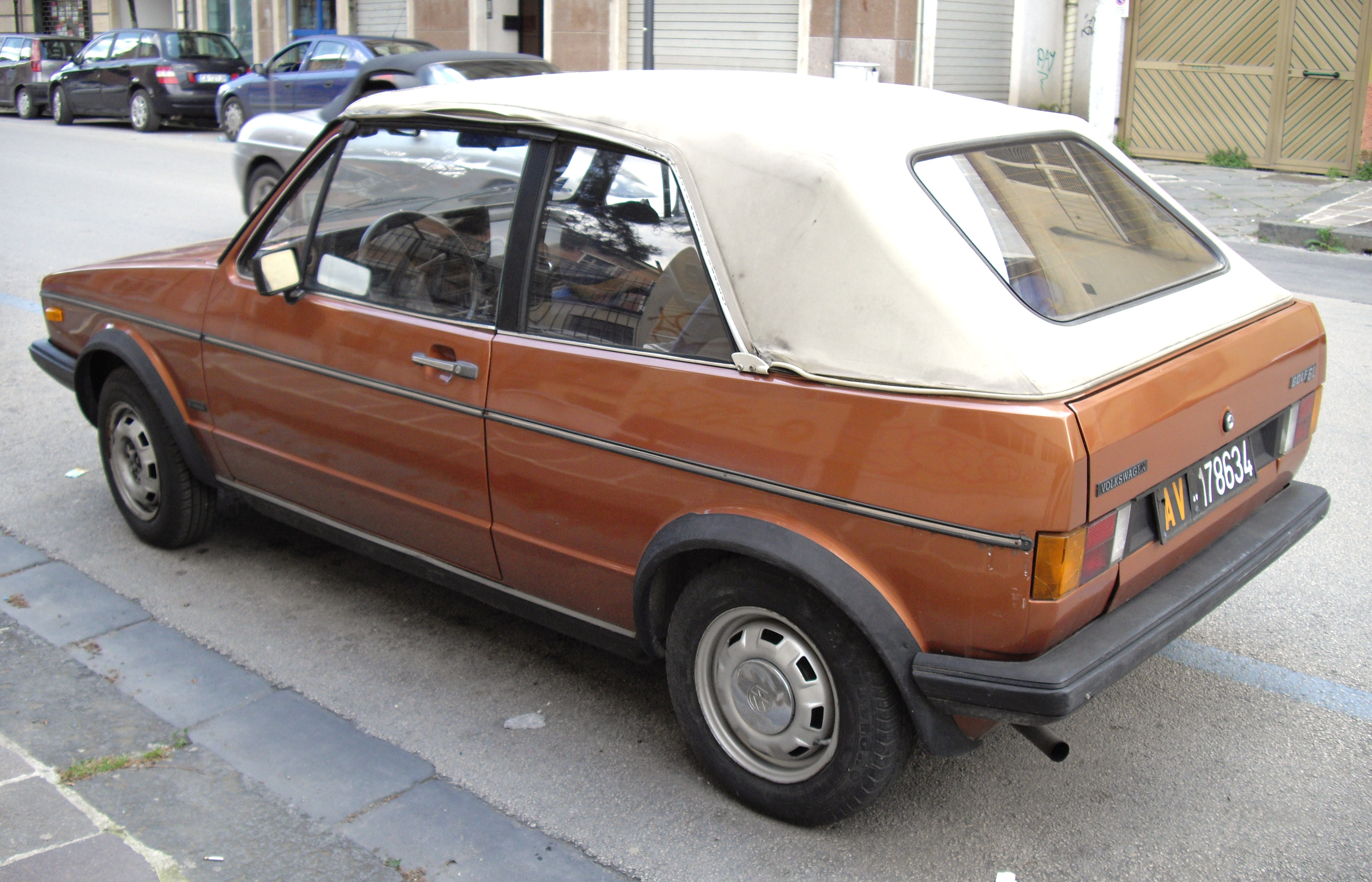
Heckansicht
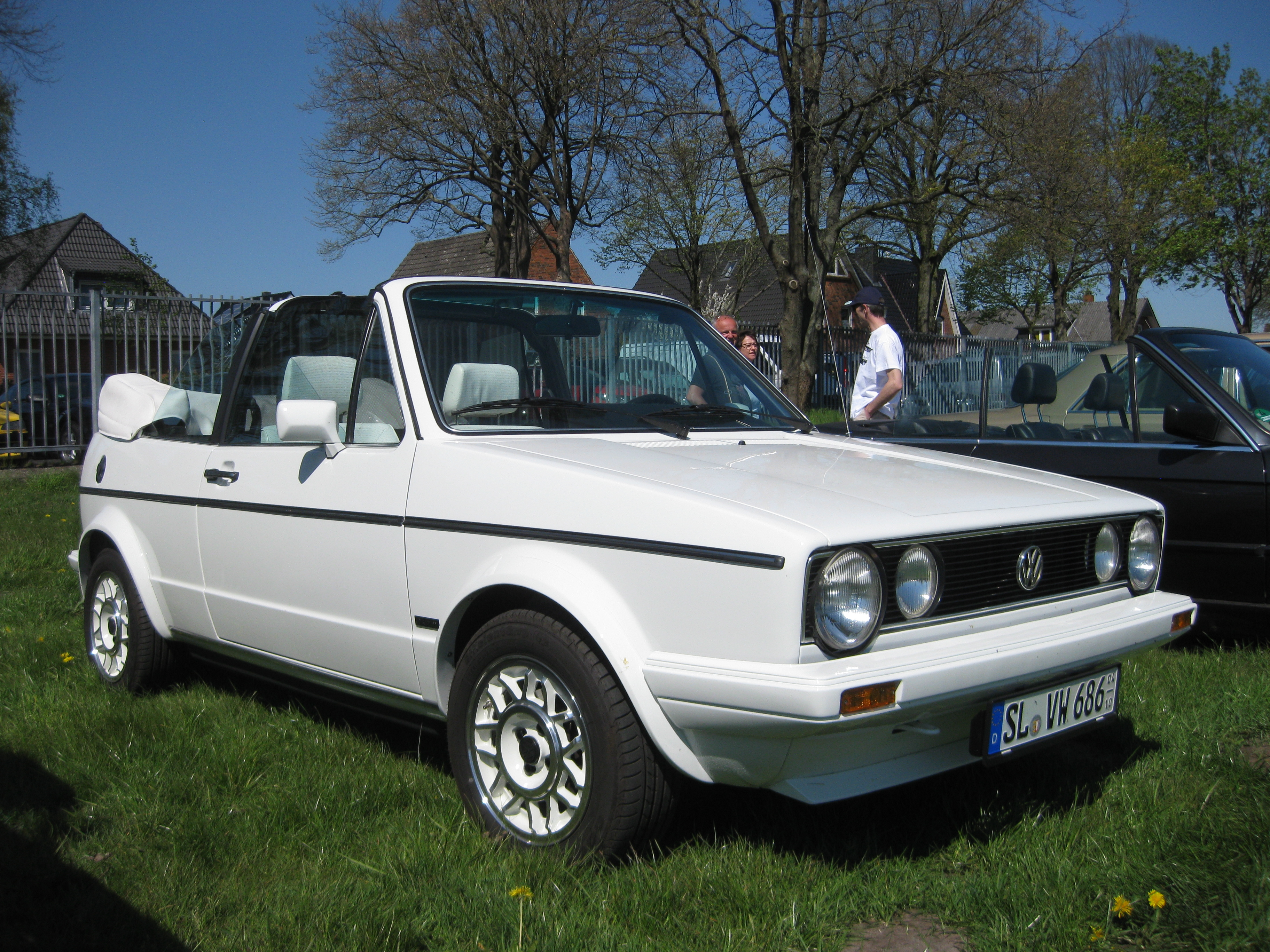
VW Golf I Cabrio
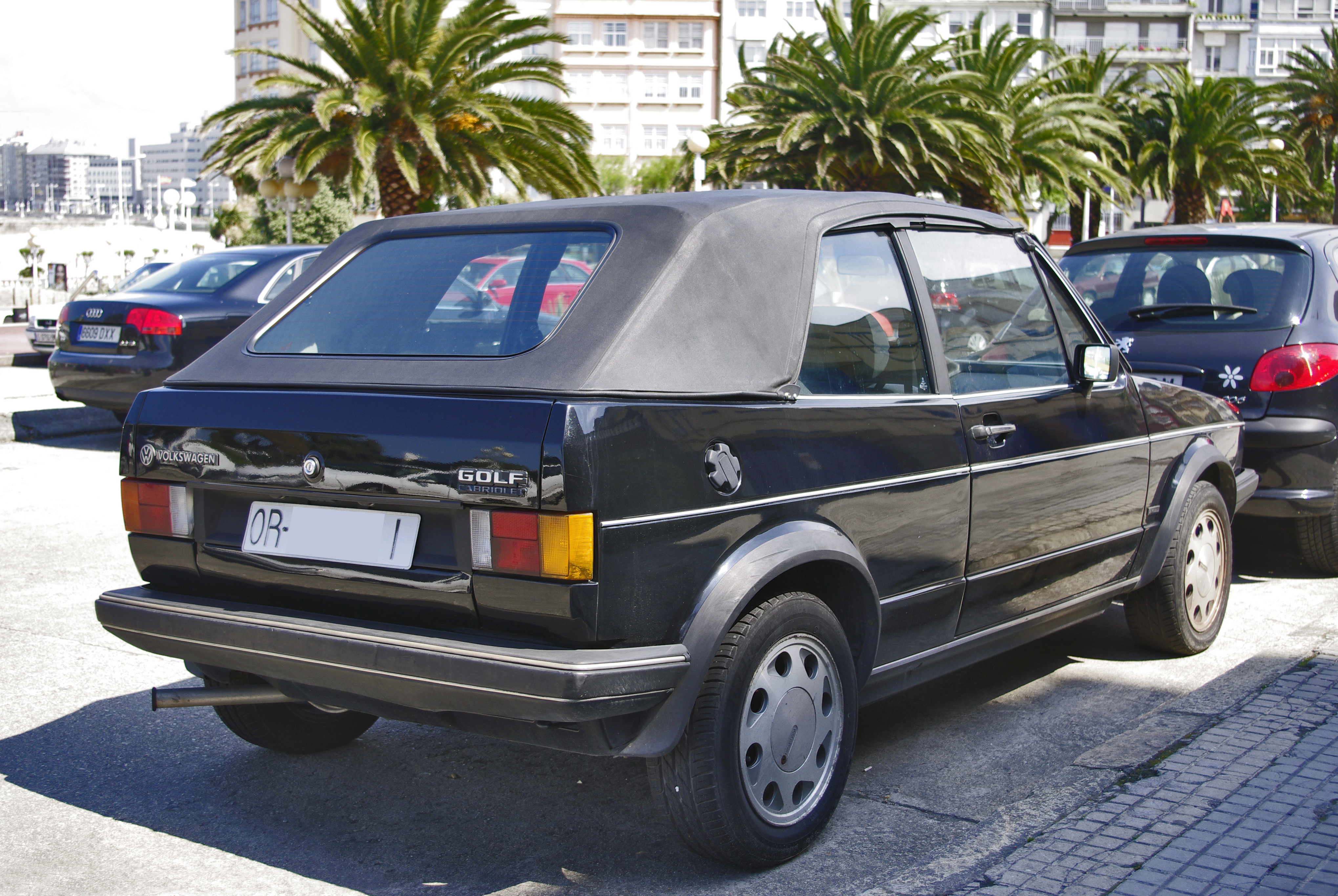
1986 Volkswagen Golf Cabriolet

Das erste Golf Cabriolet wurde ab März 1979 mit zwei Motorisierungen angeboten:
- Cabriolet GLS mit 1,5 Liter Hubraum und 51 kW (70 PS)
- Cabriolet GLi mit 1,6 Liter Hubraum und 81 kW (110 PS)

### Einführung des Überrollbügels
Der erste, im Dezember 1976 von der Wilhelm Karmann GmbH hergestellte Prototyp hatte noch keinen Überrollbügel. In den 1970er-Jahren begann in den USA eine Diskussion bezüglich der Fahrzeugsicherheit. Demnach war Cabriofahren außerordentlich „unsicher“, da die Fahrzeuge wenig Widerstand beziehungsweise Schutz bei Seitenkollision und Unfällen mit Überschlag boten. Aus diesem Grund führte VW beim offenen Golf den Überrollbügel ein. In seiner Serienversion war das Golf Cabriolet damit das erste offene Fahrzeug mit einem festen Überrollbügel.
Der neue Wagen kam anfangs bei der Käfer-gewohnten Kundschaft nicht gut an und wurde besonders in roter Lackierung mit dem neuen Überrollbügel abwertend als „Erdbeerkörbchen“ bezeichnet. Kritisch an dem neuen VW-Modell wurde gesehen, dass das „Offenfahrgefühl“ durch die nicht völlig versenkbaren hinteren Seitenscheiben und den Bügel eingeschränkt wird. Vorteilhaft ist jedoch, dass die vorderen Sicherheitsgurte (das viersitzige Auto hat auf den beiden hinteren Plätzen nur Beckengurte) am Bügel einen höheren oberen Anlenkpunkt haben und durch ihn die Sicherheit bei Unfällen mit Überschlag und die Torsionssteifigkeit der Karosserie erhöht ist.
Nach dem Golf Cabriolet bauten auch viele weitere Automobilhersteller bei ihren Cabrios Überrollbügel ein. Einige Beispiele sind das Ford Escort Cabriolet (1983), das Peugeot 205 Cabriolet (1986) und das Opel Kadett Cabriolet (1987).
Selbst in der 3. Generation (1998–2002) war das Golf Cabrio mit einem Überrollbügel ausgeführt. Bei modernen Cabrios werden Überrollbügel kaum noch verwendet, da häufig automatisch aufklappende Stützen sowie stabile A-Säulen als Überrollschutz dienen. Auch das ab März 2011 gebaute Golf Cabriolet auf Basis des Golf VI hat keinen festen Überrollbügel mehr.

### Persenning
Beim Golf I Cabriolet ist bei geöffnetem Dach die Verwendung der mitgelieferten Persenning vorgeschrieben; vor allem zum Schutz von Passanten bei eventuellen Unfällen vor den offenliegenden und scharfkantigen Metallgelenken und den Feststellhaken. Beim ersten Modell bis August 1981 baute das geöffnete Verdeck sehr hoch auf, sodass bei schlechter Wegstrecke die Gefahr des Schwingens gegeben war und die Verriegelung gelöst wurde. Der Fahrtwind bewegte dann das entriegelte Verdeck nach oben. Bei den darauf folgenden Generationen (Golf III und IV) ist das Verdeck deutlich tiefer angebracht, was auch eine bessere Sicht nach hinten ermöglicht. Die Persenning ist nicht zwingend erforderlich, wurde jedoch beim Golf Cabrio III/IV mitgeliefert, um Verschmutzungen des Himmels zu vermeiden.

### Modellpflege
Die Produktion des ersten Golf Cabriolet wurde auch fortgesetzt, nachdem der Golf I im August 1983 durch den VW Golf II abgelöst worden war. Mit dem von VW als „Rundum-Spoilersatz“ bezeichneten Facelift gab es im Mai 1987 eine Anpassung der Optik an den damaligen Zeitgeschmack. Dabei wurde der neu einteilige Kühlergrill gröber verrippt und der Wagen erhielt durch größere Kunststoffstoßfänger mit angesetzten Radläufen und Schwellerverbreiterungen eine breitere, bulligere Form. Die Motorenpalette entsprach während der gesamten Bauzeit im Allgemeinen den jeweils aktuellen Ottomotoren aus dem Golf.
Das Golf I Cabrio war ab 1992 auf Wunsch mit Fahrer-Airbag lieferbar, wodurch es zum ersten VW wurde, bei dem ein Airbag erhältlich war. Entgegen häufiger Annahme gab es das Modell niemals mit einem Antiblockiersystem (ABS).
Ab September 1992 wurde der Wagen nur noch mit dem 1,8-Liter-Motor mit einer Leistung von 72 kW (98 PS) und geregeltem Katalysator angeboten. Dieser Motor erfüllte die Abgasnorm Euro 1.
Es gab zahlreiche Sondermodelle.

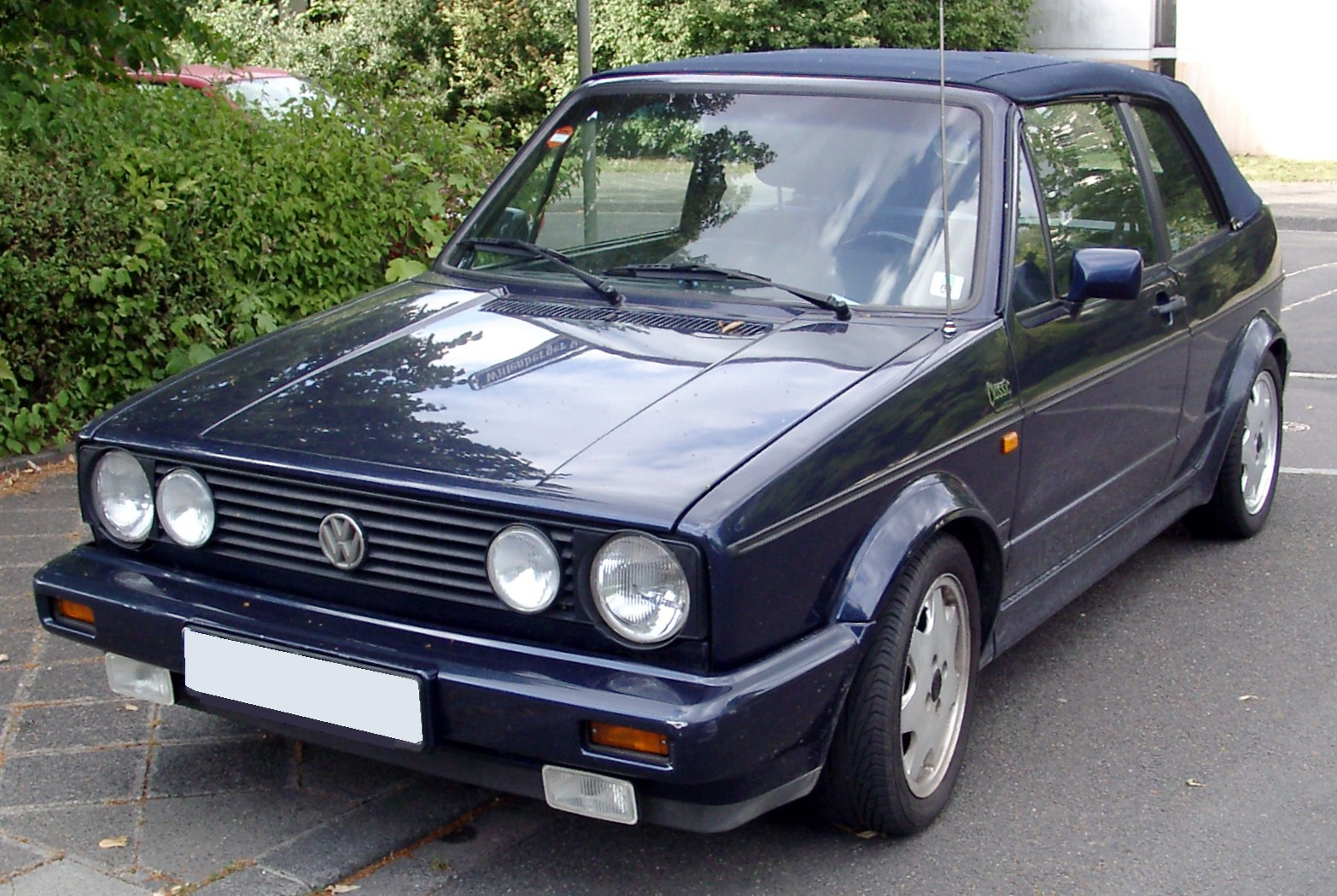
VW Golf Cabrio (1987–1993)
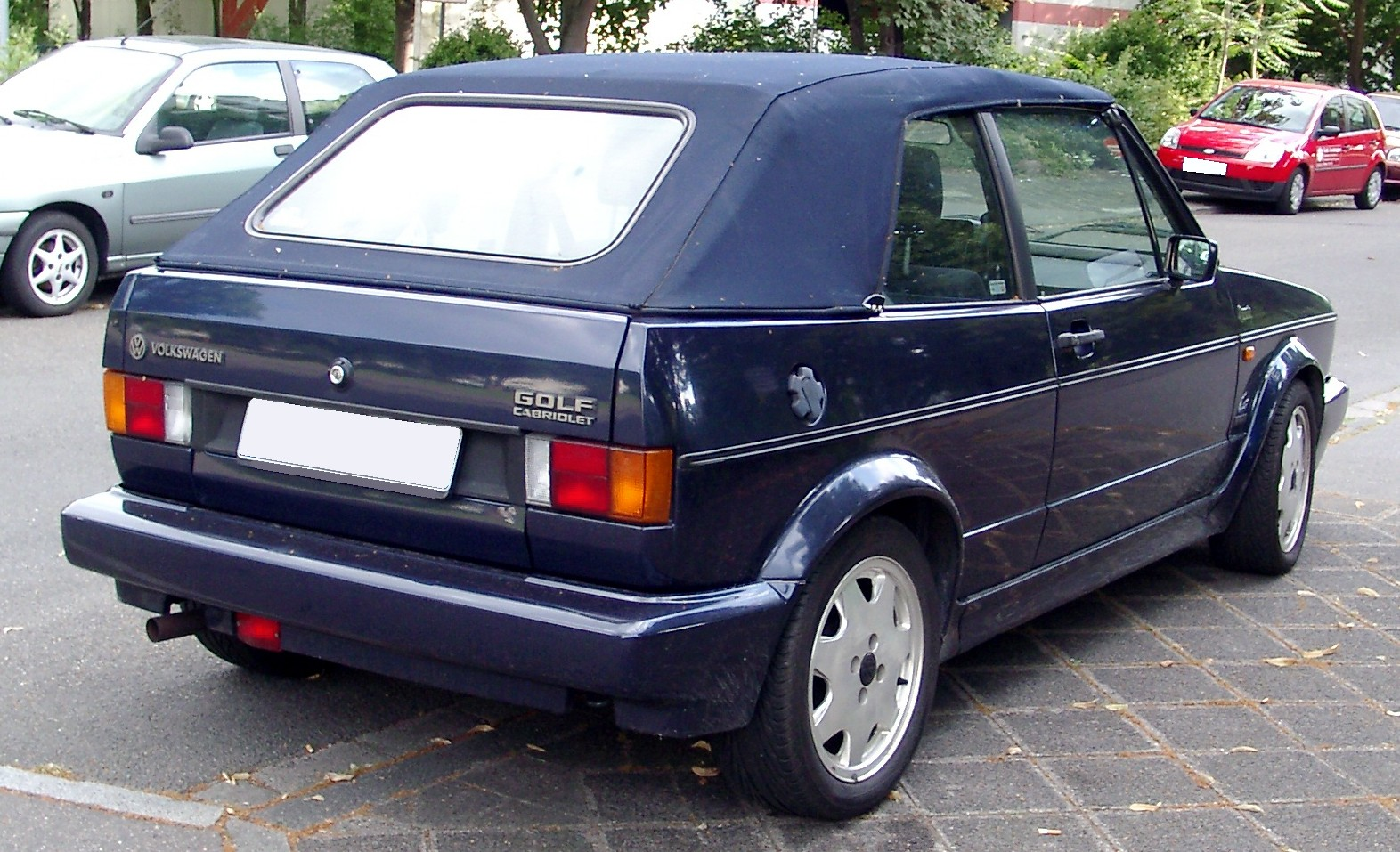
Heckansicht
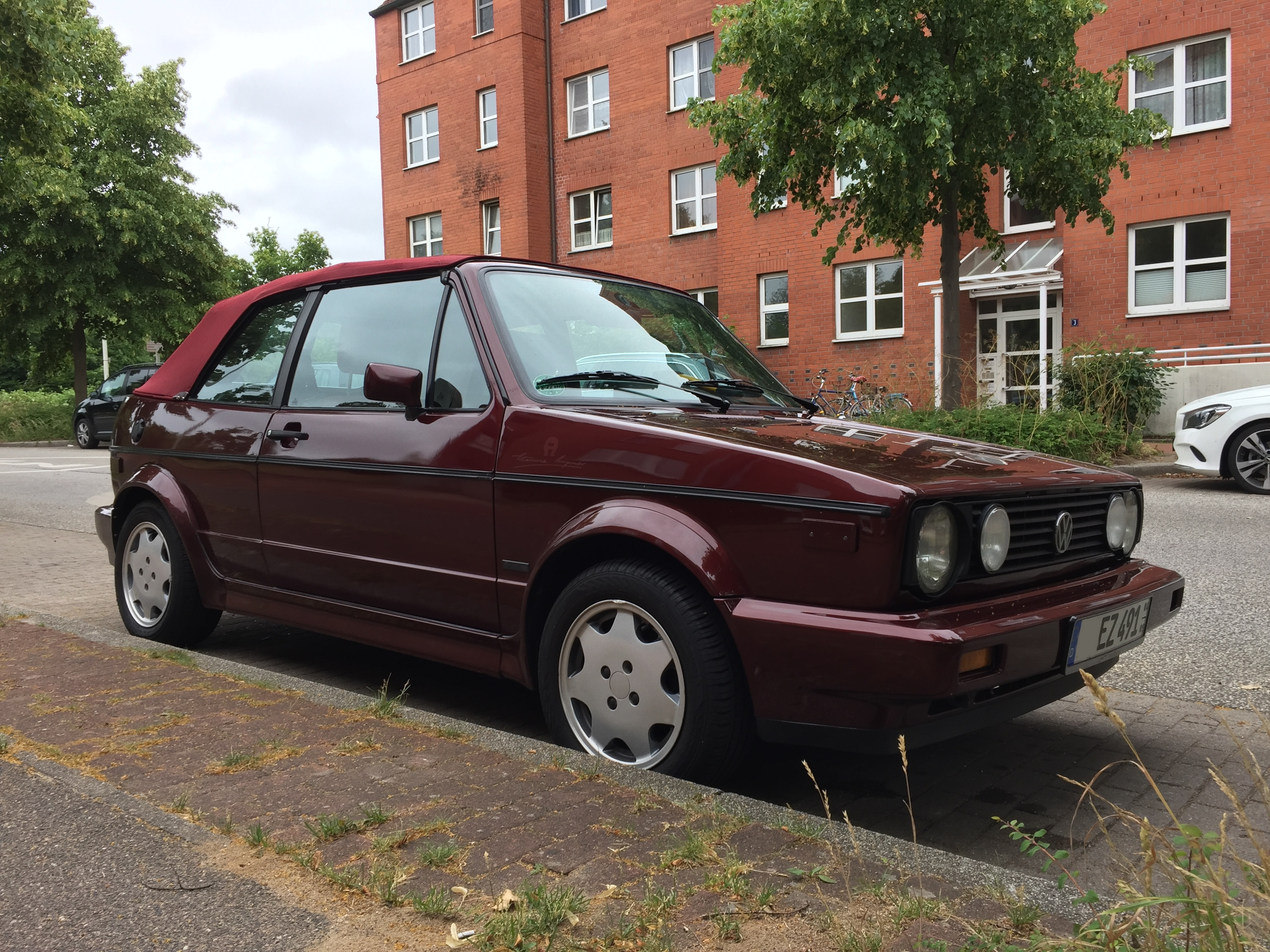
Sondermodell Aigner
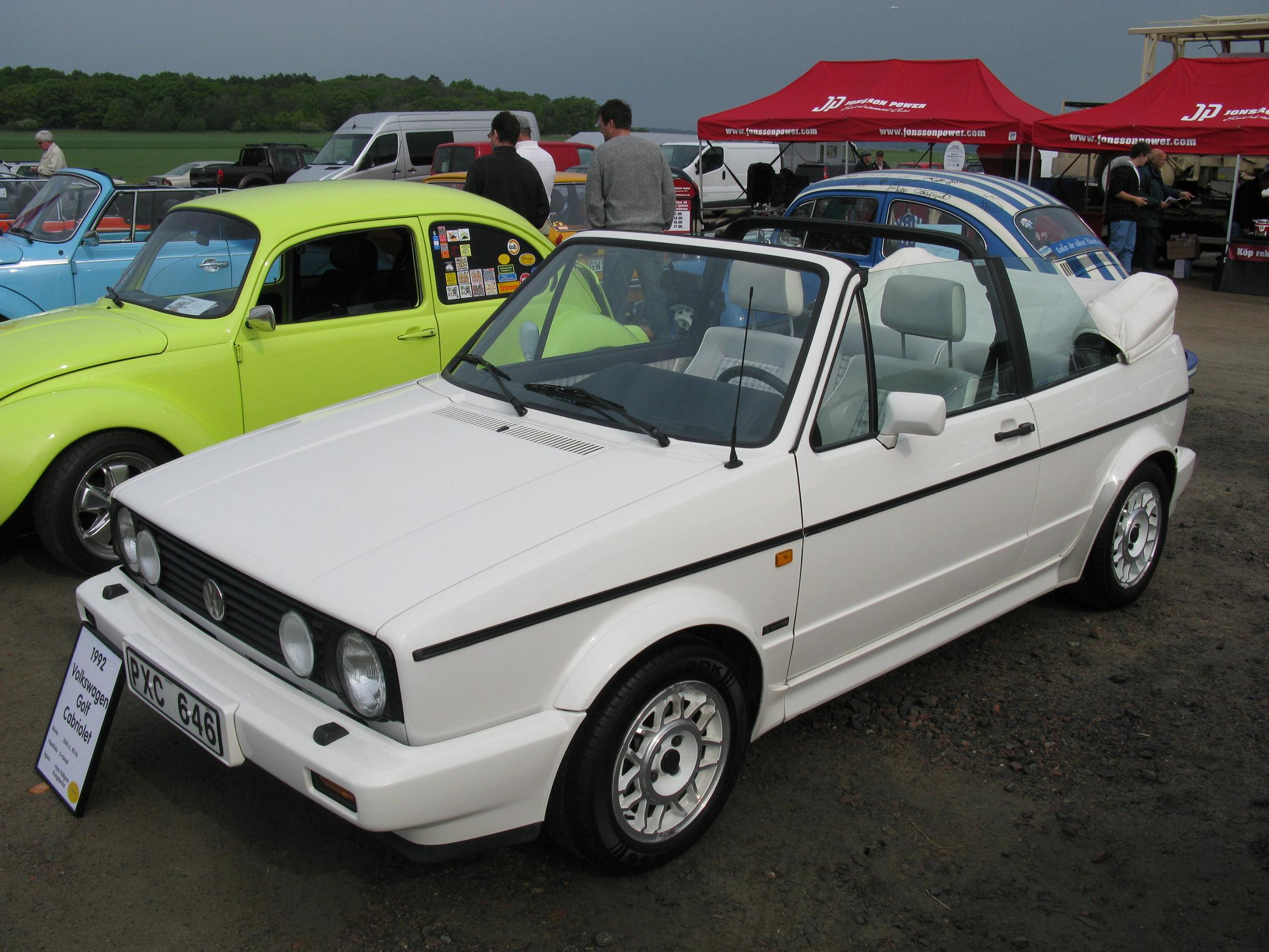
Offen mit Persenning
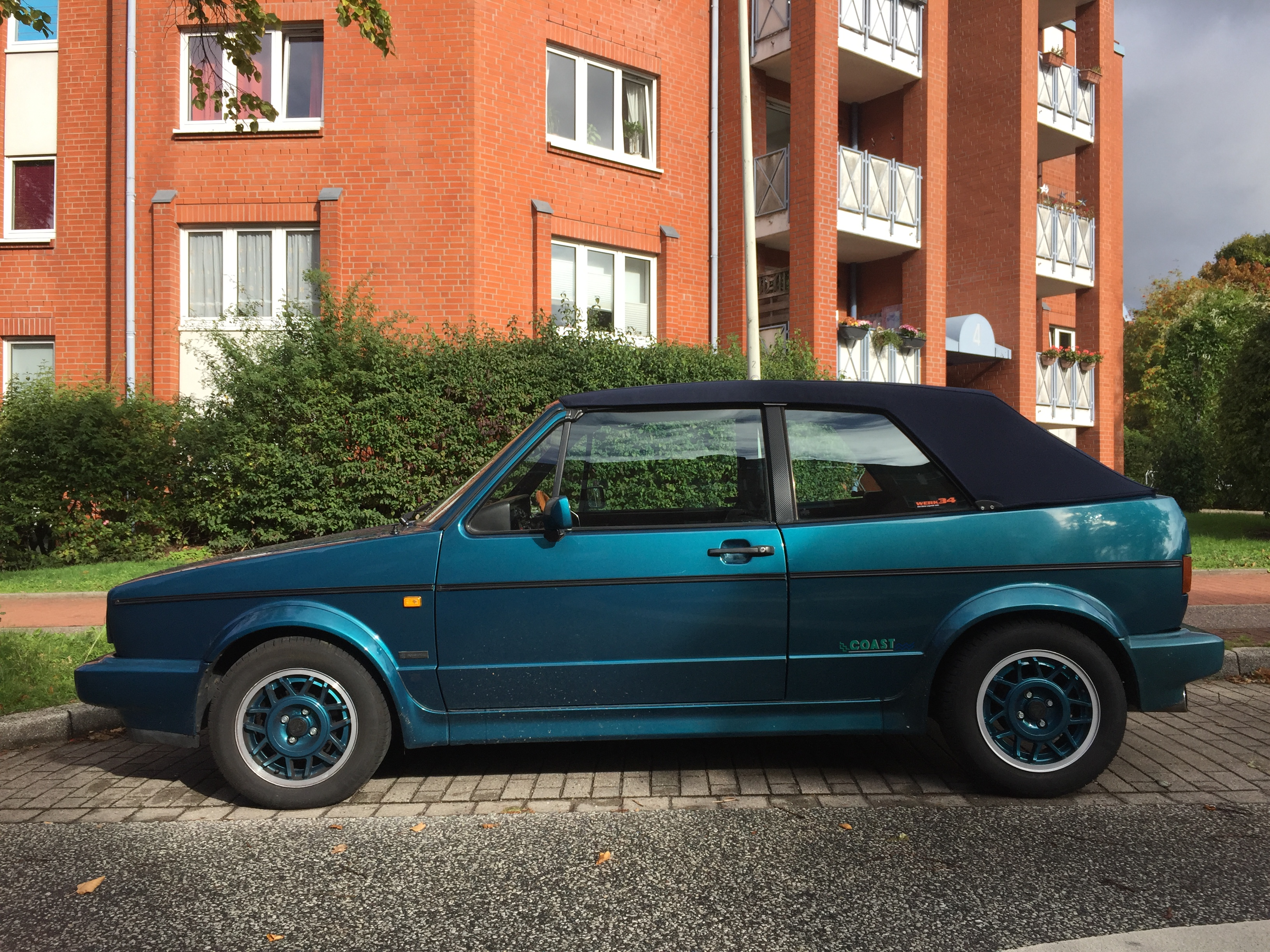
Sondermodell Coast
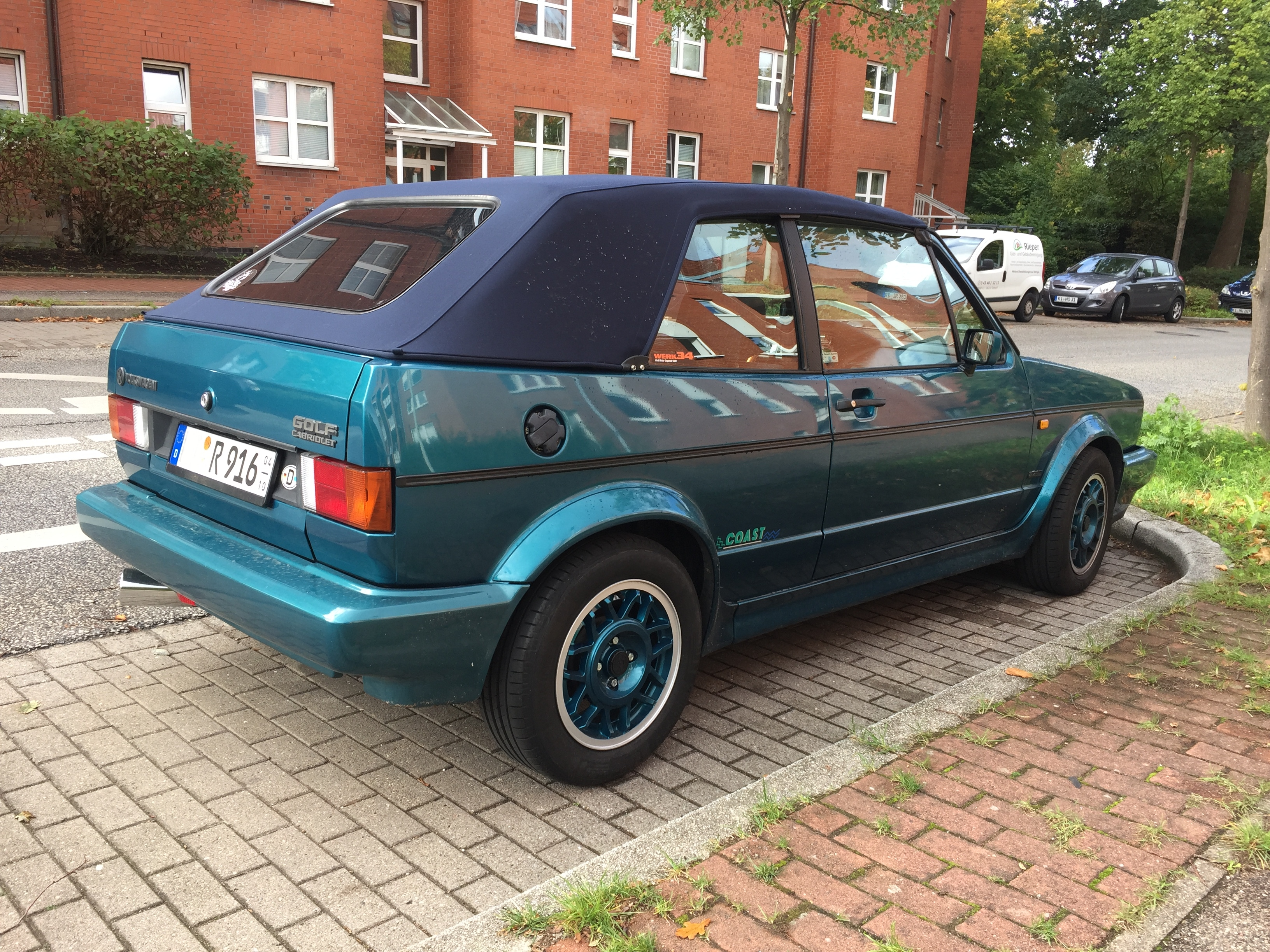
Sondermodell Coast
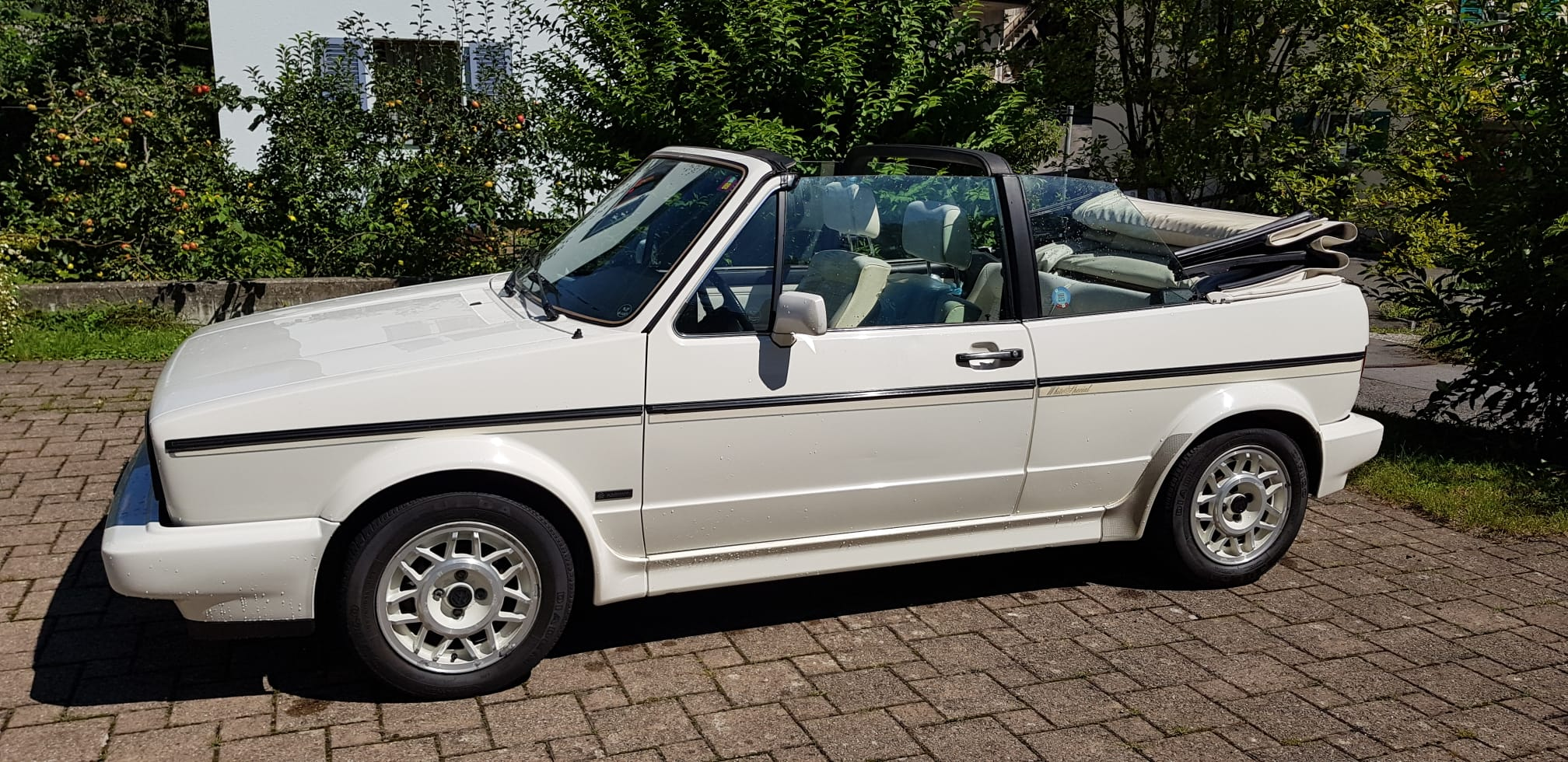
Sondermodell White Special aus der Schweiz, auffällig die Kleber mit Schriftzug unter den Zierleisten
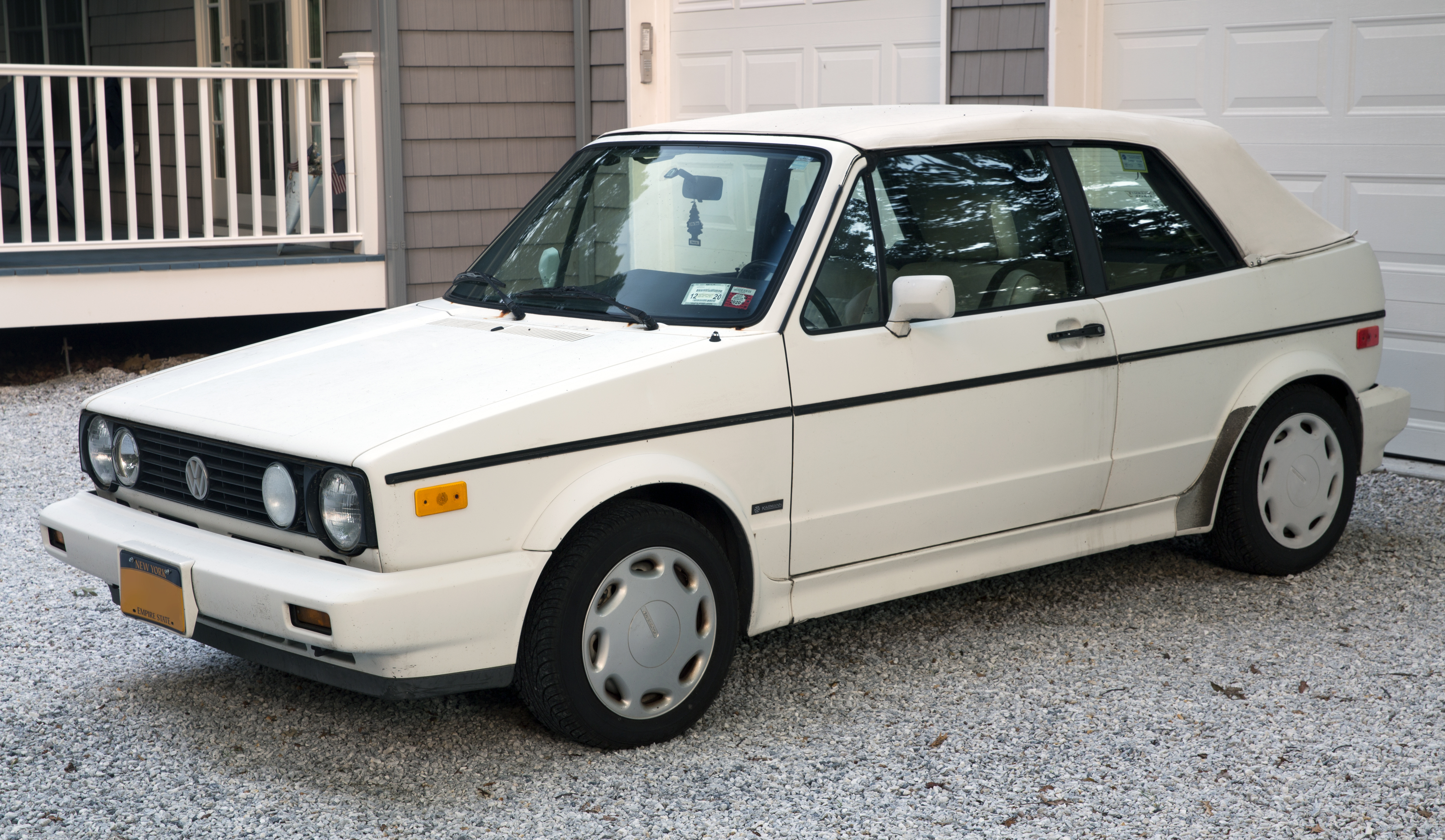
1992 Volkswagen Cabriolet USA

### Technische Daten
|                                                                 | 1.1 | 1.3 | 1.5 GLS | 1.6 | 1.6 Euro-Norm (U-Kat) | 1.6 GLI | 1.8 | 1.8 | 1.8 | 1.8 GLI |
| Bauzeitraum                                                     | –07/1983 | 08/1983 – 07/1986 | 01/1979 – 08/1983 | 08/1983 – 02/1990 | 04/1986 – 02/1990 | 01/1979 – 07/1982 | 08/1983 – 09/1992 | 08/1983 – 01/1993 | 04/1986 – 08/1993 | 08/1982 – 12/1989 |
| Motorkenndaten                                                  | | | | | | | | | | |
| Motorkennbuchstaben                                             | – | HK | JB | EW | RE | EG | EX | JH | 2H | DX |
| Motortyp                                                        | R4-Ottomotor | R4-Ottomotor | R4-Ottomotor | R4-Ottomotor | R4-Ottomotor | R4-Ottomotor | R4-Ottomotor | R4-Ottomotor | R4-Ottomotor | R4-Ottomotor |
| Anzahl Ventile pro Zylinder                                     | 2 | 2 | 2 | 2 | 2 | 2 | 2 | 2 | 2 | 2 |
| Ventilsteuerung                                                 | OHC, Zahnriemen, Tassenstößel, Hydrostößel                                                                                | OHC, Zahnriemen, Tassenstößel, Hydrostößel                                                                                | OHC, Zahnriemen, Tassenstößel, Hydrostößel                                                                                | OHC, Zahnriemen, Tassenstößel, Hydrostößel                                                                                | OHC, Zahnriemen, Tassenstößel, Hydrostößel                                                                                | OHC, Zahnriemen, Tassenstößel, Hydrostößel                                                                                | OHC, Zahnriemen, Tassenstößel, Hydrostößel                                                                                | OHC, Zahnriemen, Tassenstößel, Hydrostößel                                                                                | OHC, Zahnriemen, Tassenstößel, Hydrostößel                                                                                | OHC, Zahnriemen, Tassenstößel, Hydrostößel                                                                                |
| Gemischaufbereitung                                             | Registervergaser (Solex)                                                                                                  | Registervergaser (Pierburg 2E3)                                                                                           | Registervergaser | Registervergaser | Registervergaser | Mech. Einspritzanlage (Bosch K-Jetronic)                                                                                  | Registervergaser | Mech. Einspritzanlage (Bosch K-Jetronic)                                                                                  | Elektronische Einspritzung (VW-Digifant)                                                                                  | Mech. Einspritzanlage (Bosch K-Jetronic)                                                                                  |
| Bohrung × Hub                                                   | 69,5 × 72 mm | 75 × 72 mm | 79,5 mm × 73,4 mm | 81,0 × 77,4 mm | 81,0 × 77,4 mm | 79,5 mm × 80,0 mm | 81,0 mm × 86,4 mm | 81,0 mm × 86,4 mm | 81,0 mm × 86,4 mm | 81,0 mm × 86,4 mm |
| Hubraum                                                         | 1093 cm³ | 1272 cm³ | 1457 cm³ | 1595 cm³ | 1595 cm³ | 1588 cm³ | 1781 cm³ | 1781 cm³ | 1781 cm³ | 1781 cm³ |
| max. Leistung                                                   | 37 kW (50 PS) bei 6000/min                                                                                                | 40 kW (55 PS) bei 5400/min                                                                                                | 51 kW (70 PS) bei 5600/min                                                                                                | 55 kW (75 PS) bei 5000/min                                                                                                | 53 kW (72 PS) bei 5200/min                                                                                                | 81 kW (110 PS) bei 6100/min                                                                                               | 66 kW (90 PS) bei 5200/min                                                                                                | 70 kW (95 PS) bei 5500/min                                                                                                | 72 kW (98 PS) bei 5400/min                                                                                                | 82 kW (112 PS) bei 5500/min                                                                                               |
| max. Drehmoment                                                 | 79 Nm bei 3000/min | 96 Nm bei 3300/min | 110 Nm bei 2500/min | 125 Nm bei 2500/min | 120 Nm bei 2700/min | 140 Nm bei 5000/min | 145 Nm bei 3300/min | 142 Nm bei 3000/min | 143 Nm bei 3000/min | 157 Nm bei 3100/min |
| Kühlung                                                         | Wasserkühlung, bei 82-kW-Motor: zusätzlicher Ölkühler                                                                     | Wasserkühlung, bei 82-kW-Motor: zusätzlicher Ölkühler                                                                     | Wasserkühlung, bei 82-kW-Motor: zusätzlicher Ölkühler                                                                     | Wasserkühlung, bei 82-kW-Motor: zusätzlicher Ölkühler                                                                     | Wasserkühlung, bei 82-kW-Motor: zusätzlicher Ölkühler                                                                     | Wasserkühlung, bei 82-kW-Motor: zusätzlicher Ölkühler                                                                     | Wasserkühlung, bei 82-kW-Motor: zusätzlicher Ölkühler                                                                     | Wasserkühlung, bei 82-kW-Motor: zusätzlicher Ölkühler                                                                     | Wasserkühlung, bei 82-kW-Motor: zusätzlicher Ölkühler                                                                     | Wasserkühlung, bei 82-kW-Motor: zusätzlicher Ölkühler                                                                     |
| Kraftübertragung                                                | | | | | | | | | | |
| Antrieb, serienmäßig                                            | Vorderradantrieb | Vorderradantrieb | Vorderradantrieb | Vorderradantrieb | Vorderradantrieb | Vorderradantrieb | Vorderradantrieb | Vorderradantrieb | Vorderradantrieb | Vorderradantrieb |
| Getriebe, serienmäßig                                           | 4-Gang-Schaltgetriebe | 4-Gang-Schaltgetriebe | 4-Gang-Schaltgetriebe | 4-Gang-Schaltgetriebe | 4-Gang-Schaltgetriebe | 5-Gang-Schaltgetriebe | 5-Gang-Schaltgetriebe | 5-Gang-Schaltgetriebe | 5-Gang-Schaltgetriebe | 5-Gang-Schaltgetriebe |
| Getriebe, optional                                              | – | – | – | 5-Gang-Schaltgetriebe 3-Stufen-Automatikgetriebe                                                                          | 5-Gang-Schaltgetriebe 3-Stufen-Automatikgetriebe                                                                          | – | 3-Stufen-Automatikgetriebe                                                                                                | 3-Stufen-Automatikgetriebe                                                                                                | 3-Stufen-Automatikgetriebe                                                                                                | – |
| Messwerte                                                       | | | | | | | | | | |
| Höchstgeschwindigkeit                                           | 133 km/h | 135 km/h | 150 km/h | 154 km/h 149 km/h (1) | 150 km/h 145 km/h (1) | 172 km/h | 164 km/h 159 km/h (1) | 166 km/h 161 km/h (1) | 173 km/h | |
| Beschleunigung, 0–100 km/h                                      | 17,5 s | 17,1 s | 14,3 s | 13,5 s 15,7 s (1) | 14,0 s 16,2 s (1) | 10,2 s | 11,1 s 13,5 s (1) | 11,0 s 13,4 s (1) | 11,0 s 13,4 s (1) | 9,8 s |
| Verbrauch (l/100 km) bei 90 km/h bei 120 km/h Stadt             | 6,3 8,6 8,7 | 6,0 8,7 8,8 | 8,8 | 6,3 (2)/5,8 (3) 9,0 (2)/8,1 (3) 8,7 (2)/9,1 (3)                                                                           | 6,4 (2)/5,9 (3) 9,2 (2)/8,6 (3) 8,9 (3)/8,9 (3)                                                                           | 8,8 | 6,2 9,0 8,9 | | 9,4 | 6,3 8,9 10,9 |
| Verbrauch (l/100 km) bei 90 km/h (1) bei 120 km/h (1) Stadt (1) | – | – | – | 7,1 9,8 9,1 | 7,2 10,0 9,3 | – | 6,9 9,6 9,4 | | 10,1 | – |
| Gewichte                                                        | | | | | | | | | | |
| Leergewicht                                                     | 885 kg | 885 kg | 910 kg | 960 kg | 960 kg | 940 kg | 975 kg | 993 kg | 1015 kg | 995 kg |
| Fahrwerk                                                        | | | | | | | | | | |
| Radaufhängung vorn                                              | Federbeine, untere Dreiecksquerlenker, 66-, 70- und 82-kW-Motor: Stabilisator                                             | Federbeine, untere Dreiecksquerlenker, 66-, 70- und 82-kW-Motor: Stabilisator                                             | Federbeine, untere Dreiecksquerlenker, 66-, 70- und 82-kW-Motor: Stabilisator                                             | Federbeine, untere Dreiecksquerlenker, 66-, 70- und 82-kW-Motor: Stabilisator                                             | Federbeine, untere Dreiecksquerlenker, 66-, 70- und 82-kW-Motor: Stabilisator                                             | Federbeine, untere Dreiecksquerlenker, 66-, 70- und 82-kW-Motor: Stabilisator                                             | Federbeine, untere Dreiecksquerlenker, 66-, 70- und 82-kW-Motor: Stabilisator                                             | Federbeine, untere Dreiecksquerlenker, 66-, 70- und 82-kW-Motor: Stabilisator                                             | Federbeine, untere Dreiecksquerlenker, 66-, 70- und 82-kW-Motor: Stabilisator                                             | Federbeine, untere Dreiecksquerlenker, 66-, 70- und 82-kW-Motor: Stabilisator                                             |
| Radaufhängung hinten                                            | Federbeine, Verbundlenkerachse, 82-kW-Motor: Stabilisator                                                                 | Federbeine, Verbundlenkerachse, 82-kW-Motor: Stabilisator                                                                 | Federbeine, Verbundlenkerachse, 82-kW-Motor: Stabilisator                                                                 | Federbeine, Verbundlenkerachse, 82-kW-Motor: Stabilisator                                                                 | Federbeine, Verbundlenkerachse, 82-kW-Motor: Stabilisator                                                                 | Federbeine, Verbundlenkerachse, 82-kW-Motor: Stabilisator                                                                 | Federbeine, Verbundlenkerachse, 82-kW-Motor: Stabilisator                                                                 | Federbeine, Verbundlenkerachse, 82-kW-Motor: Stabilisator                                                                 | Federbeine, Verbundlenkerachse, 82-kW-Motor: Stabilisator                                                                 | Federbeine, Verbundlenkerachse, 82-kW-Motor: Stabilisator                                                                 |
| Bremsen                                                         | Scheibenbremsen vorn (bei 66, 70 und 82 kW: innenbelüftet), Trommelbremsen hinten, Bremskraftverstärker, Bremskraftregler | Scheibenbremsen vorn (bei 66, 70 und 82 kW: innenbelüftet), Trommelbremsen hinten, Bremskraftverstärker, Bremskraftregler | Scheibenbremsen vorn (bei 66, 70 und 82 kW: innenbelüftet), Trommelbremsen hinten, Bremskraftverstärker, Bremskraftregler | Scheibenbremsen vorn (bei 66, 70 und 82 kW: innenbelüftet), Trommelbremsen hinten, Bremskraftverstärker, Bremskraftregler | Scheibenbremsen vorn (bei 66, 70 und 82 kW: innenbelüftet), Trommelbremsen hinten, Bremskraftverstärker, Bremskraftregler | Scheibenbremsen vorn (bei 66, 70 und 82 kW: innenbelüftet), Trommelbremsen hinten, Bremskraftverstärker, Bremskraftregler | Scheibenbremsen vorn (bei 66, 70 und 82 kW: innenbelüftet), Trommelbremsen hinten, Bremskraftverstärker, Bremskraftregler | Scheibenbremsen vorn (bei 66, 70 und 82 kW: innenbelüftet), Trommelbremsen hinten, Bremskraftverstärker, Bremskraftregler | Scheibenbremsen vorn (bei 66, 70 und 82 kW: innenbelüftet), Trommelbremsen hinten, Bremskraftverstärker, Bremskraftregler | Scheibenbremsen vorn (bei 66, 70 und 82 kW: innenbelüftet), Trommelbremsen hinten, Bremskraftverstärker, Bremskraftregler |
| Lenkung                                                         | Zahnstangenlenkung (a. W. Servounterstützt)                                                                               | Zahnstangenlenkung (a. W. Servounterstützt)                                                                               | Zahnstangenlenkung (a. W. Servounterstützt)                                                                               | Zahnstangenlenkung (a. W. Servounterstützt)                                                                               | Zahnstangenlenkung (a. W. Servounterstützt)                                                                               | Zahnstangenlenkung (a. W. Servounterstützt)                                                                               | Zahnstangenlenkung (a. W. Servounterstützt)                                                                               | Zahnstangenlenkung (a. W. Servounterstützt)                                                                               | Zahnstangenlenkung (a. W. Servounterstützt)                                                                               | Zahnstangenlenkung (a. W. Servounterstützt)                                                                               |
| Karosserie                                                      | Stahlblech, selbsttragend                                                                                                 | Stahlblech, selbsttragend                                                                                                 | Stahlblech, selbsttragend                                                                                                 | Stahlblech, selbsttragend                                                                                                 | Stahlblech, selbsttragend                                                                                                 | Stahlblech, selbsttragend                                                                                                 | Stahlblech, selbsttragend                                                                                                 | Stahlblech, selbsttragend                                                                                                 | Stahlblech, selbsttragend                                                                                                 | Stahlblech, selbsttragend                                                                                                 |

### Logos Sondermodelle

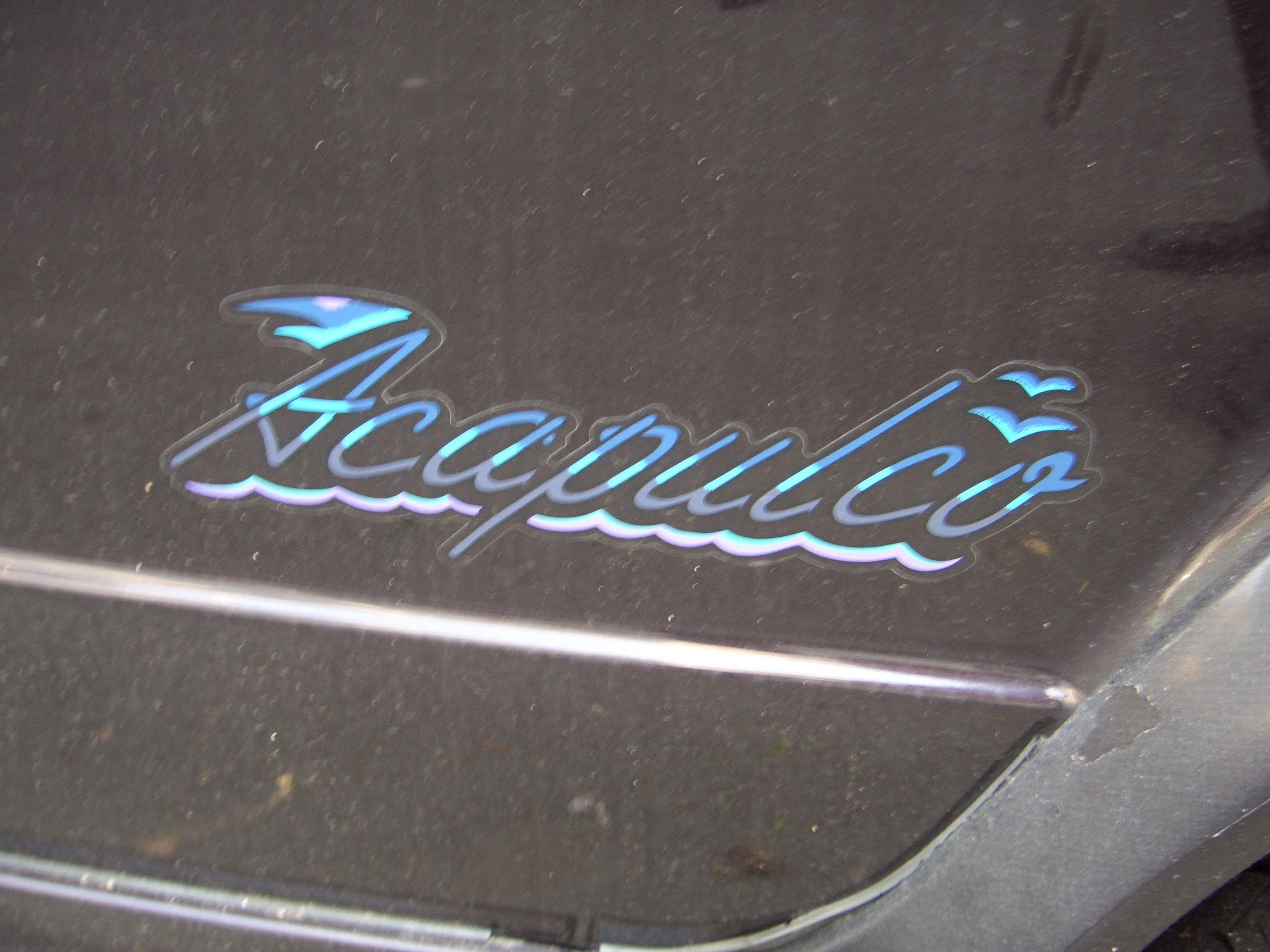
VW Golf Cabriolet Acapulco
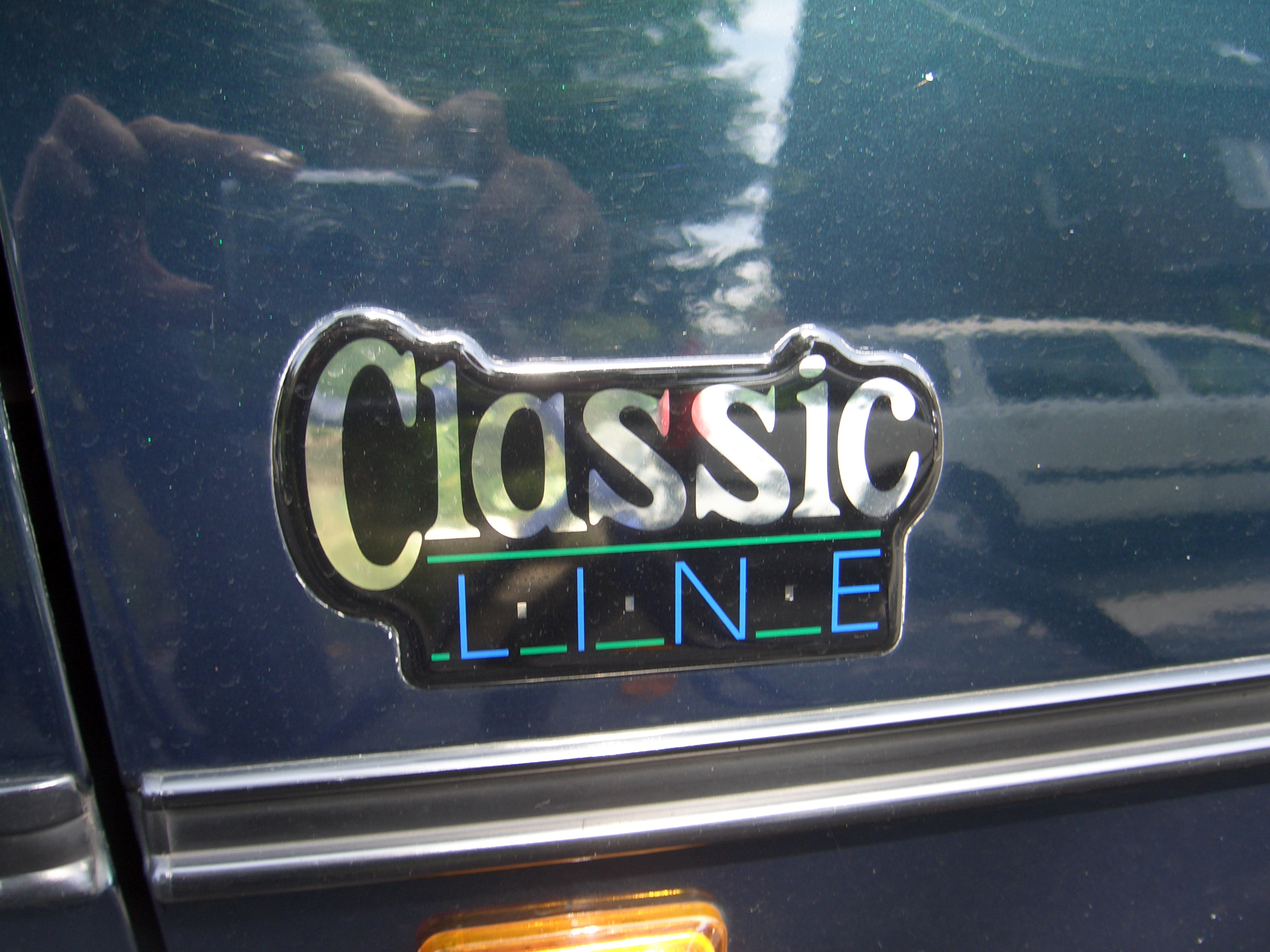
VW Golf Cabriolet Classic Line
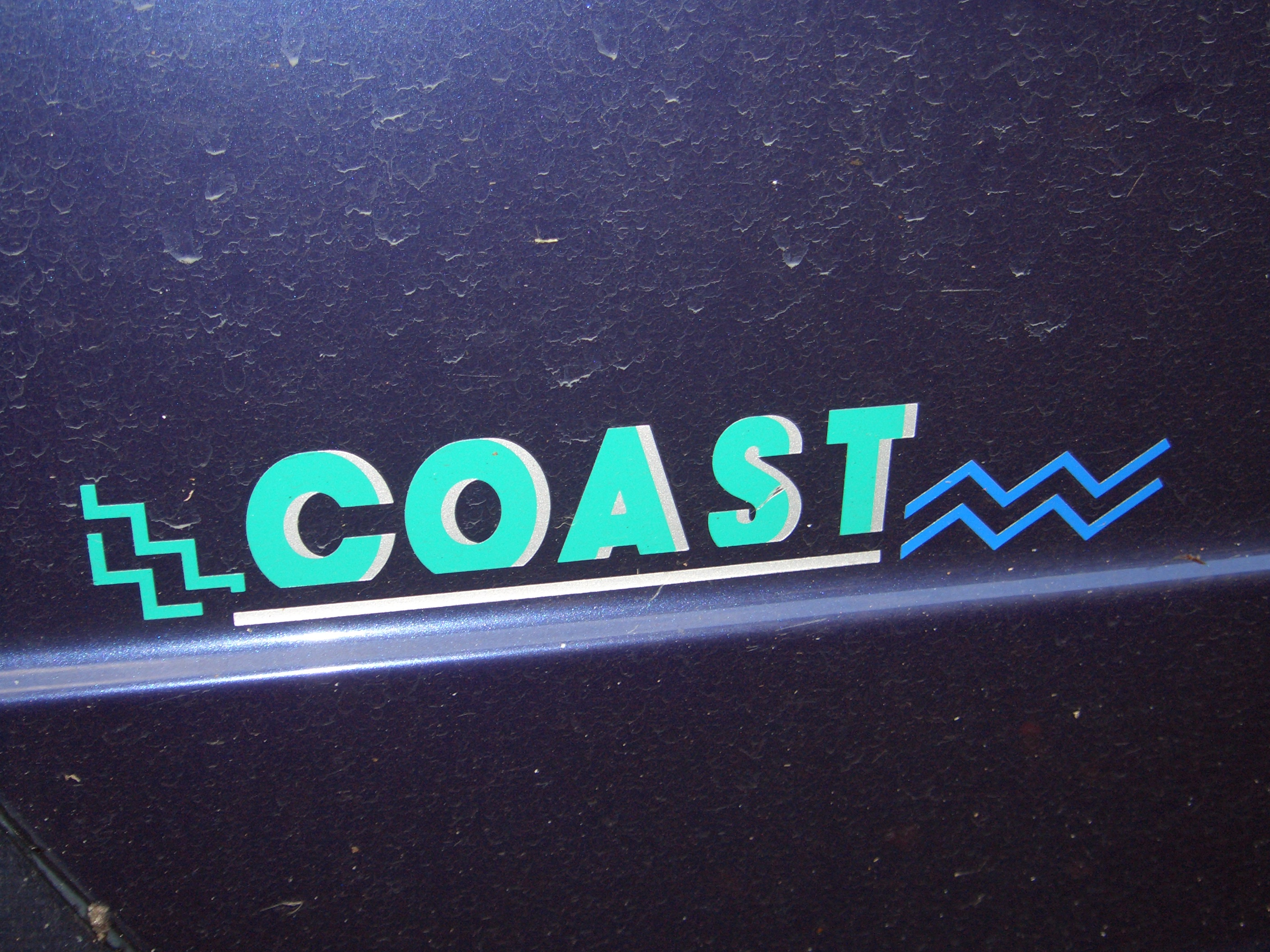
VW Golf Cabriolet Coast
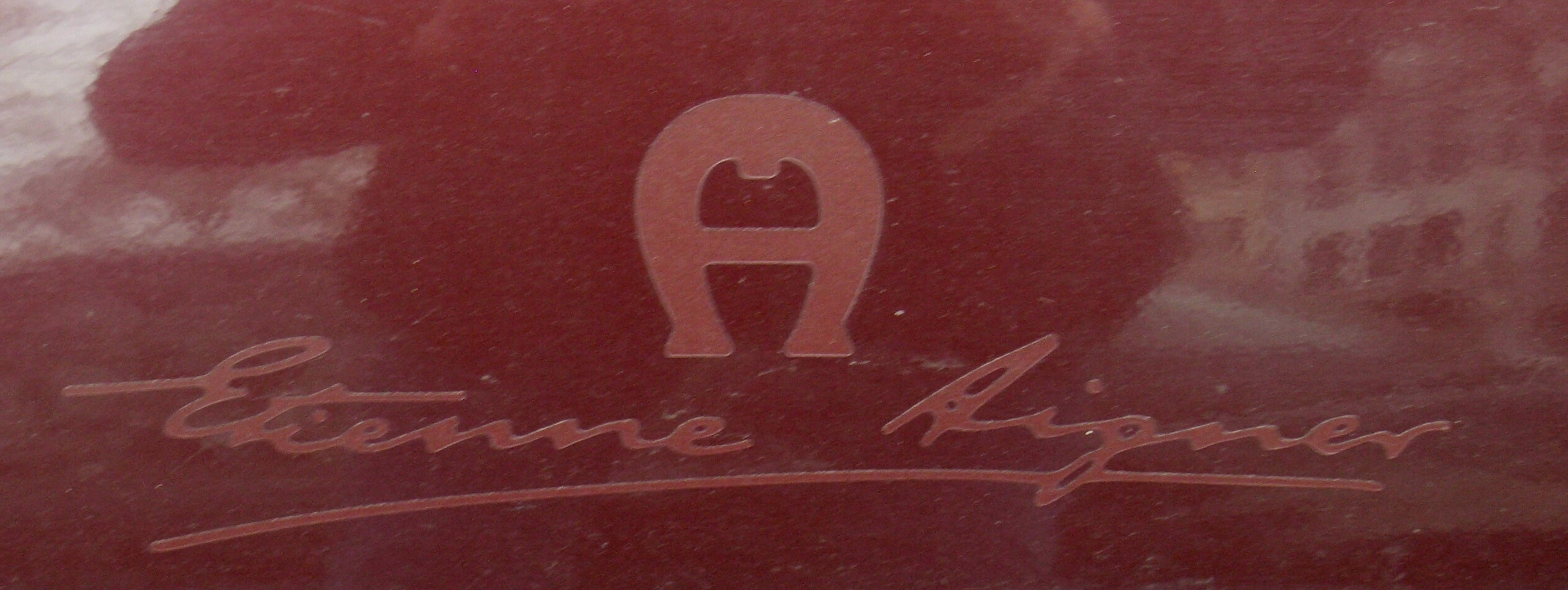
VW Golf Cabriolet Etienne Aigner
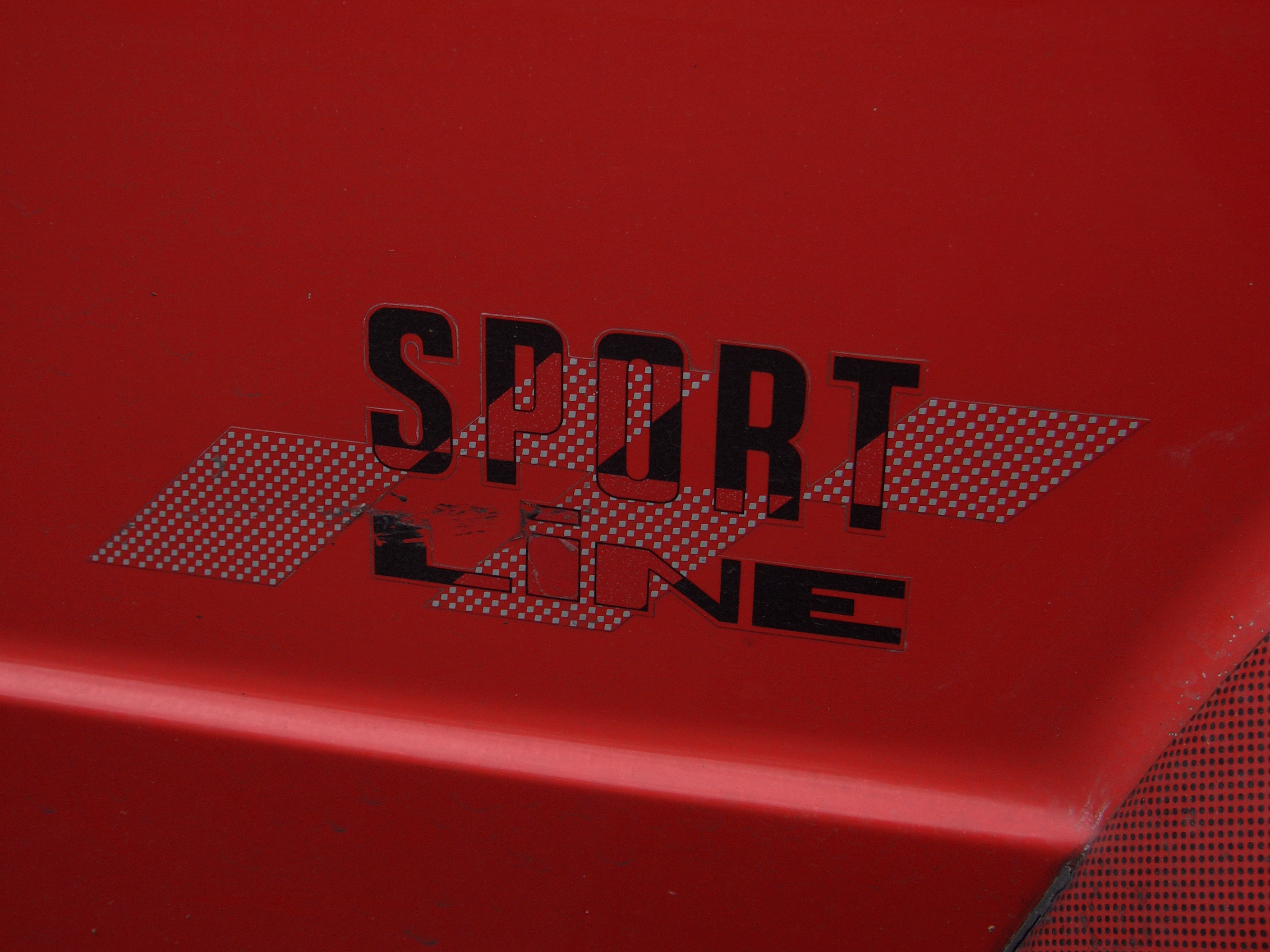
VW Golf Cabriolet Sportline
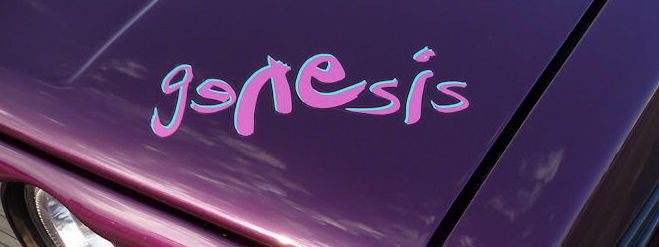
VW Golf Cabriolet Genesis

## Golf III Cabriolet (1993–1998)

### Allgemeines
Auch vom im Spätsommer 1993 erschienenen Golf III Cabriolet gab es diverse Sondermodelle: Pink Floyd, Rolling Stones Collection, Bon Jovi, Joker, Highline, Classic Edition und Colour Concept.
Das Golf III Cabriolet war ab 1993 einer der ersten offenen Wagen, die auch mit einem Dieselmotor (TDI) lieferbar waren.

### Technische Daten
| | 1.6                         | 1.6                         | 1.8                        | 1.8                        | 2.0                         | 2.0                         | 1.9 TDI                    | 1.9 TDI (1)                 |
| Bauzeitraum | 10/1994–12/1995             | 07/1995–04/1998             | 09/1993–04/1998            | 09/1993–04/1998            | 09/1993–12/1995             | 07/1995–04/1998             | 07/1995–04/1998            | 07/1996–04/1998             |
| Motorkenndaten |                             |                             |                            |                            |                             |                             |                            |                             |
| Motortyp | R4-Ottomotor                | R4-Ottomotor                | R4-Ottomotor               | R4-Ottomotor               | R4-Ottomotor                | R4-Ottomotor                | R4-Dieselmotor             | R4-Dieselmotor              |
| Anzahl Ventile pro Zylinder                                                                                         | 2                           | 2                           | 2                          | 2                          | 2                           | 2                           | 2                          | 2                           |
| Ventilsteuerung | OHC, Zahnriemen             | OHC, Zahnriemen             | OHC, Zahnriemen            | OHC, Zahnriemen            | OHC, Zahnriemen             | OHC, Zahnriemen             | OHC, Zahnriemen            | OHC, Zahnriemen             |
| Gemischaufbereitung                                                                                                 | Saugrohreinspritzung        | Saugrohreinspritzung        | Zentraleinspritzung        | Zentraleinspritzung        | Saugrohreinspritzung        | Saugrohreinspritzung        | Direkteinspritzung         | Direkteinspritzung          |
| Motoraufladung | –                           | –                           | –                          | –                          | –                           | –                           | Turbolader, Ladeluftkühler | Turbolader, Ladeluftkühler  |
| Kühlung | Wasserkühlung               | Wasserkühlung               | Wasserkühlung              | Wasserkühlung              | Wasserkühlung               | Wasserkühlung               | Wasserkühlung              | Wasserkühlung               |
| Motorkennbuchstaben                                                                                                 | AEK                         | AFT, AKS                    | AAM, ANN                   | ABS, ADZ, ANP              | 2E, ADY                     | AGG                         | 1Z, AHU                    | AFN                         |
| Bohrung × Hub | 81,0 mm × 77,4 mm           | 81,0 mm × 77,4 mm           | 81,0 mm × 86,4 mm          | 81,0 mm × 86,4 mm          | 82,5 mm × 92,8 mm           | 82,5 mm × 92,8 mm           | 79,5 mm × 95,5 mm          | 79,5 mm × 95,5 mm           |
| Hubraum | 1595 cm³                    | 1595 cm³                    | 1781 cm³                   | 1781 cm³                   | 1984 cm³                    | 1984 cm³                    | 1896 cm³                   | 1896 cm³                    |
| Verdichtungsverhältnis                                                                                              | 10,3:1                      | 10,3:1                      | 9,0:1                      | 10,0:1                     | 10,4:1                      | 10,4:1                      | 19,5:1                     | 19,5:1                      |
| max. Leistung | 74 kW (101 PS) bei 5800/min | 74 kW (101 PS) bei 5800/min | 55 kW (75 PS) bei 5000/min | 66 kW (90 PS) bei 5500/min | 85 kW (115 PS) bei 5400/min | 85 kW (115 PS) bei 5400/min | 66 kW (90 PS) bei 4000/min | 81 kW (110 PS) bei 4150/min |
| max. Drehmoment | 135 Nm bei 4400/min         | 140 Nm bei 3500/min         | 140 Nm bei 2500/min        | 145 Nm bei 2500/min        | 166 Nm bei 3200/min         | 166 Nm bei 2600/min         | 202 Nm bei 1900/min        | 235 Nm bei 1900/min         |
| Kraftübertragung |                             |                             |                            |                            |                             |                             |                            |                             |
| Antrieb | Vorderradantrieb            | Vorderradantrieb            | Vorderradantrieb           | Vorderradantrieb           | Vorderradantrieb            | Vorderradantrieb            | Vorderradantrieb           | Vorderradantrieb            |
| Getriebe, serienmäßig                                                                                               | 5-Gang-Schaltgetriebe       | 5-Gang-Schaltgetriebe       | 5-Gang-Schaltgetriebe      | 5-Gang-Schaltgetriebe      | 5-Gang-Schaltgetriebe       | 5-Gang-Schaltgetriebe       | 5-Gang-Schaltgetriebe      | 5-Gang-Schaltgetriebe       |
| Getriebe, optional                                                                                                  | –                           | 4-Stufen-Automatikgetriebe  | 4-Stufen-Automatikgetriebe | 4-Stufen-Automatikgetriebe | 4-Stufen-Automatikgetriebe  | 4-Stufen-Automatikgetriebe  | –                          | –                           |
| Gewichte (2) |                             |                             |                            |                            |                             |                             |                            |                             |
| Leergewicht | 1230 kg                     | 1230 kg (1260 kg)           | 1230 kg (1260 kg)          | 1230 kg (1260 kg)          | 1280 kg (1310 kg)           | 1280 kg (1310 kg)           | 1300 kg                    | 1300 kg                     |
| Zulässiges Gesamtgewicht                                                                                            | 1580 kg                     | 1580 kg                     | 1580 kg                    | 1580 kg                    | 1620 kg                     | 1620 kg                     | 1640 kg                    | 1640 kg                     |
| Zulässiges Anhängelast ohne Bremsen                                                                                 | 500 kg                      | 500 kg                      | 500 kg                     | 500 kg                     | 500 kg                      | 500 kg                      | 500 kg                     | 500 kg                      |
| Zulässiges Anhängelast mit Bremsen                                                                                  | 1000 kg                     | 1000 kg                     | 1200 kg                    | 1200 kg                    | 1200 kg                     | 1200 kg                     | 1200 kg                    | 1200 kg                     |
| Messwerte (2) |                             |                             |                            |                            |                             |                             |                            |                             |
| Höchstgeschwindigkeit                                                                                               | 182 km/h                    | 182 km/h (179 km/h)         | 160 km/h (156 km/h)        | 172 km/h (168 km/h)        | 190 km/h (186 km/h)         | 190 km/h (186 km/h)         | 172 km/h                   | 187 km/h                    |
| Beschleunigung, 0–100 km/h                                                                                          | 11,9 s                      | 11,9 s (13,8 s)             | 15,5 s (18,2 s)            | 13,1 s (15,0 s)            | 11,2 s (12,3 s)             | 10,7 s (12,3 s)             | 13,3 s                     | 11,3 s                      |
| Kraftstoffverbrauch auf 100 km (kombiniert)                                                                         | k. A.                       | 8,2 l S (9,4 l S)           | 7,9 l N (9,0 l N)          | 8,2 l S (9,7 l S)          | 8,2 l S (9,5 l S)           | 8,2 l S (9,5 l S)           | 5,3 l D                    | 5,3 l D                     |
| CO2-Emission (kombiniert)                                                                                           | k. A.                       | 197 g/km (226 g/km)         | 190 g/km                   | 197 g/km (233 g/km)        | 200 g/km                    | 197 g/km (228 g/km)         | 143 g/km                   | 143 g/km                    |
| (1) Das rote I im TDI-Schriftzug steht für den 81-kW-Motor. (2) Werte in runden Klammern ( ) für Automatikgetriebe. |                             |                             |                            |                            |                             |                             |                            |                             |

### Logos Sondermodelle

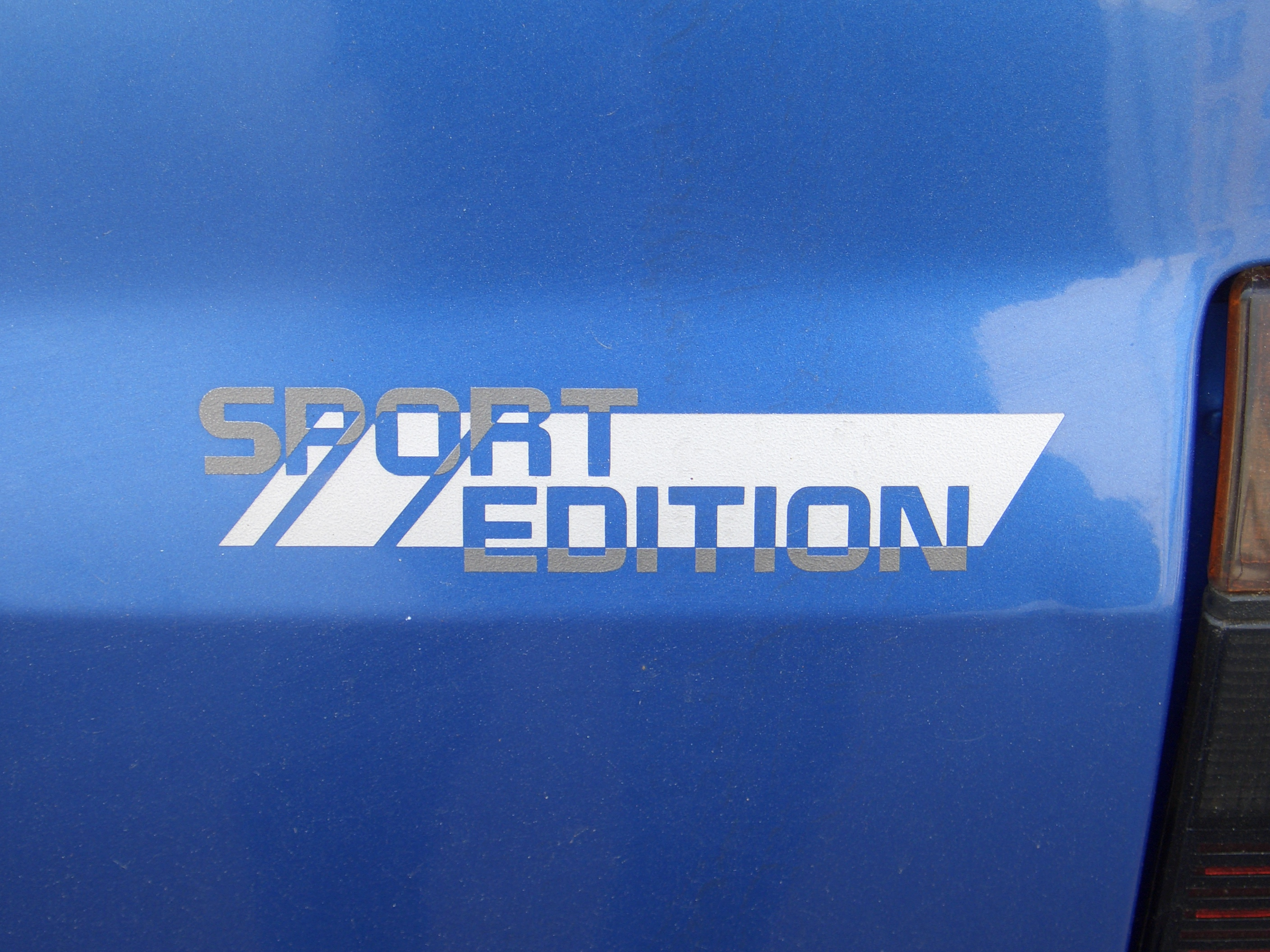
VW Golf Cabriolet Sport Edition
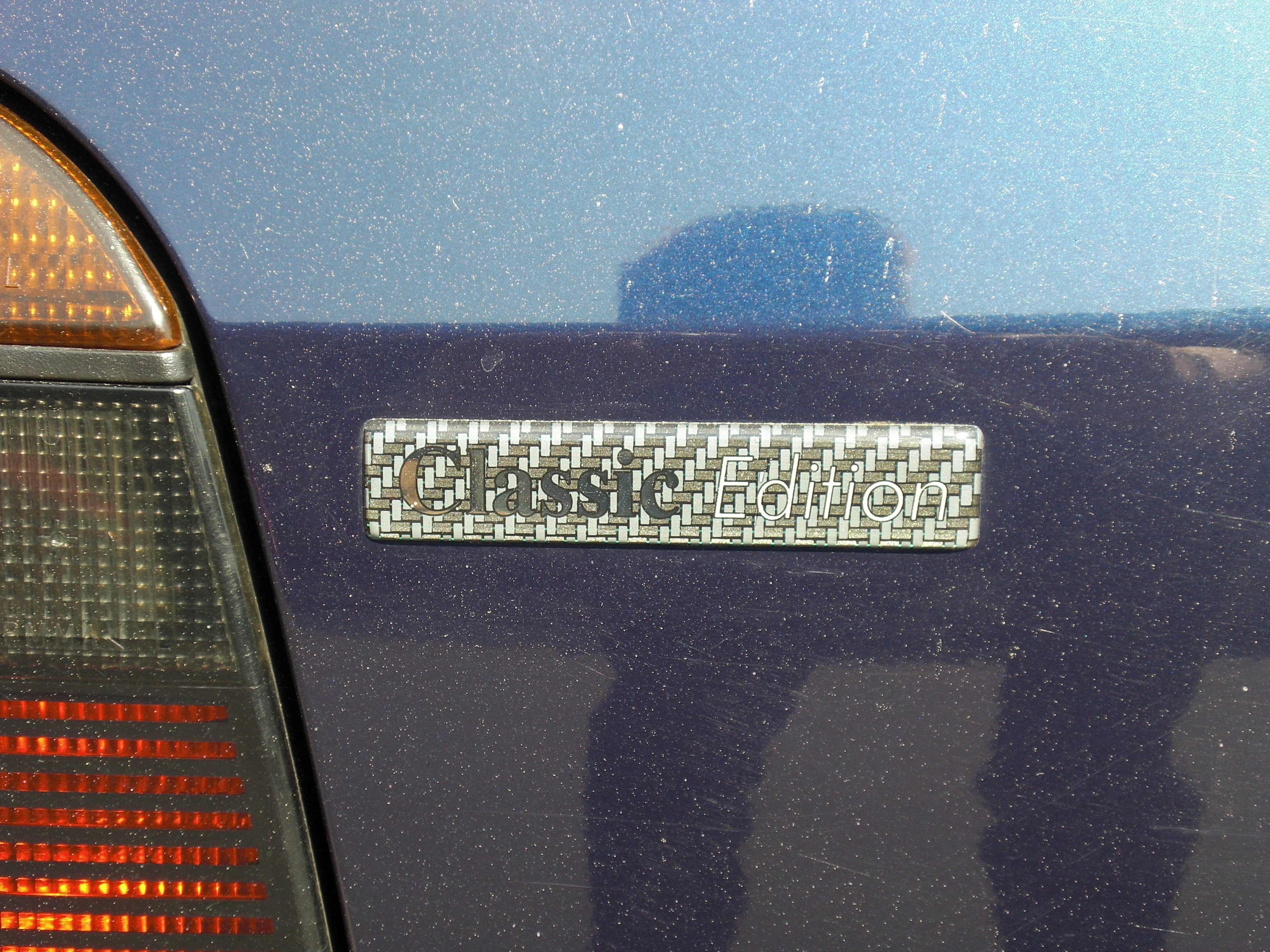
VW Golf Cabriolet Classic Edition
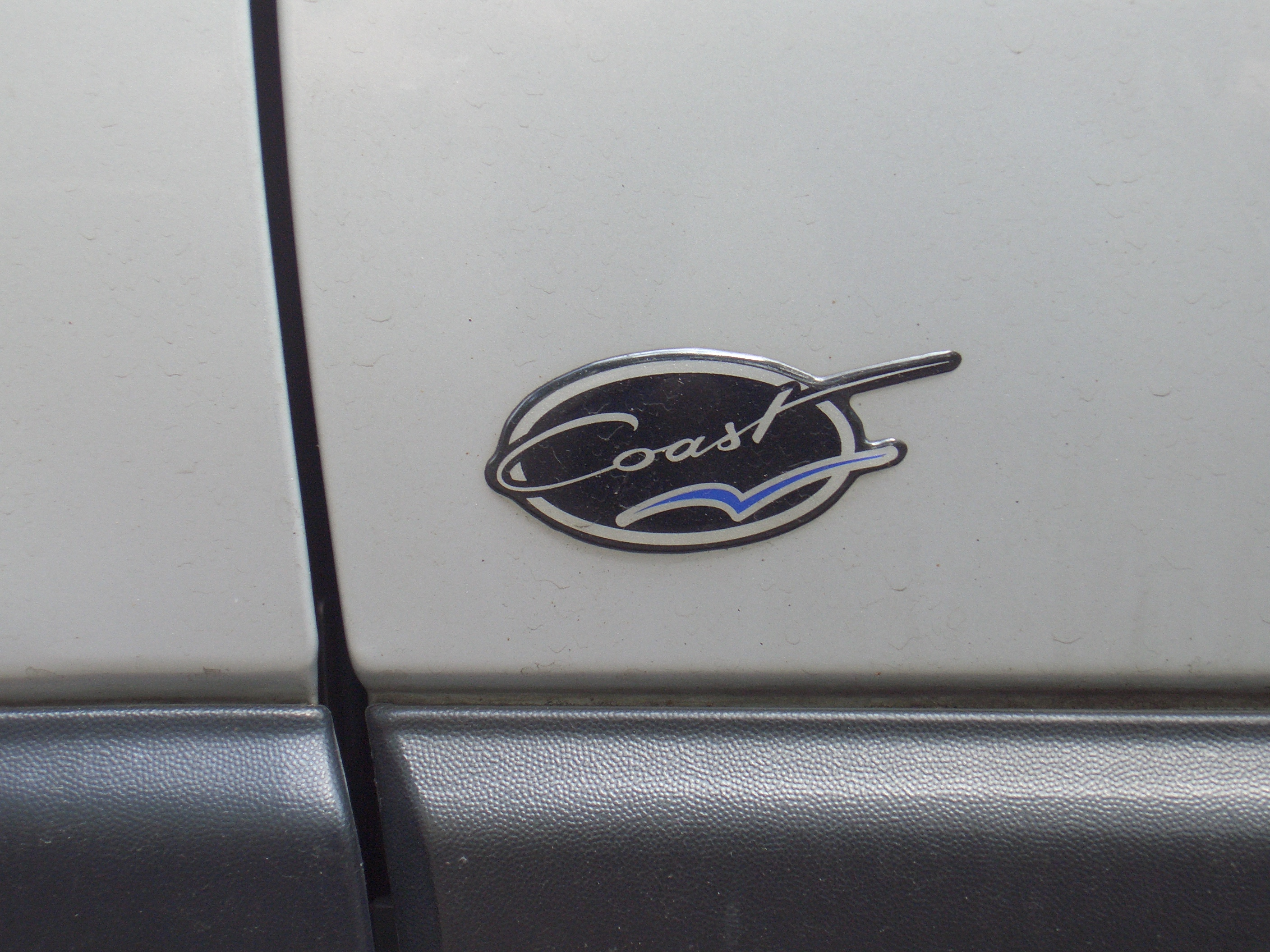
VW Golf Cabriolet Coast
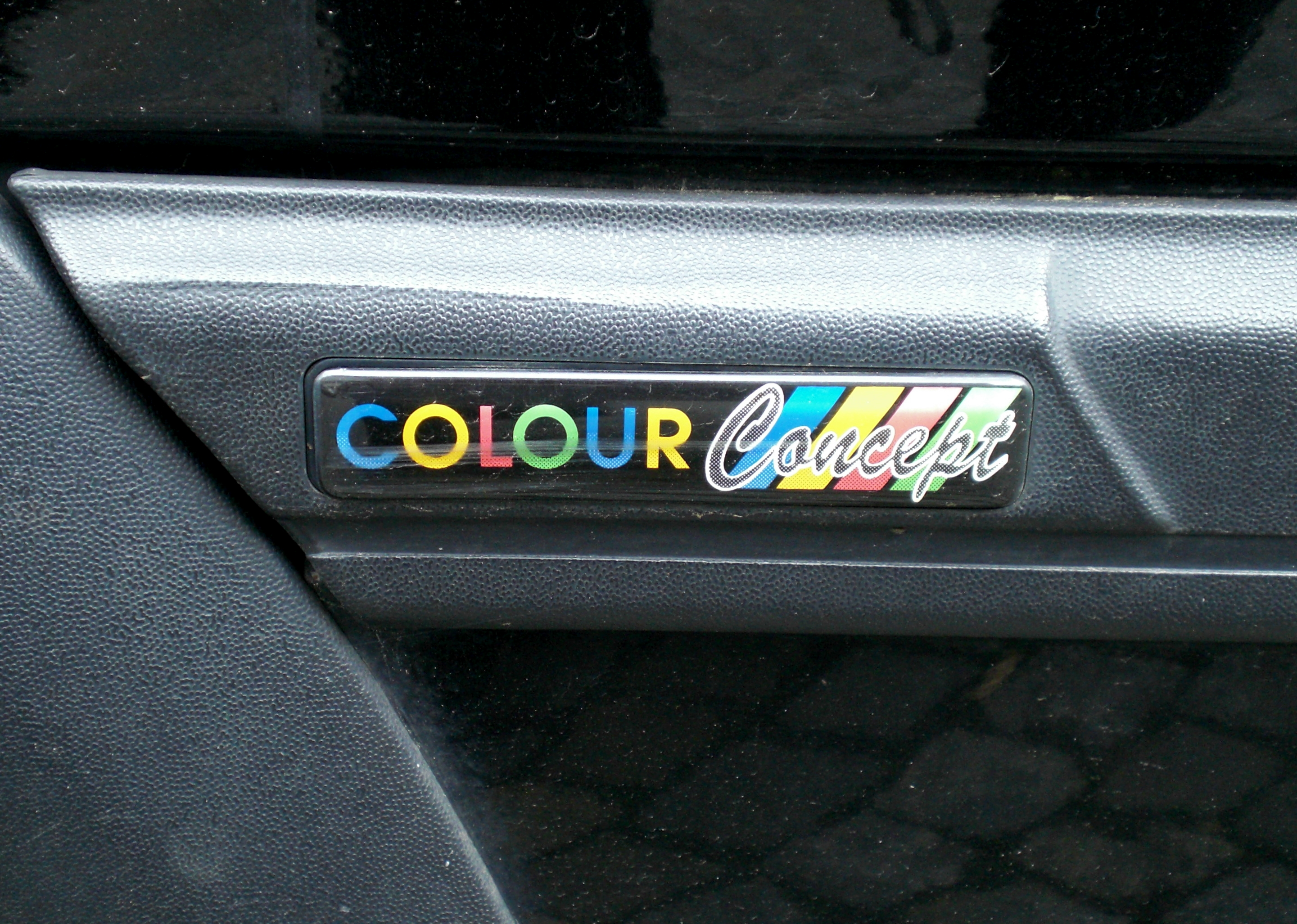
VW Golf Cabriolet Colour Concept
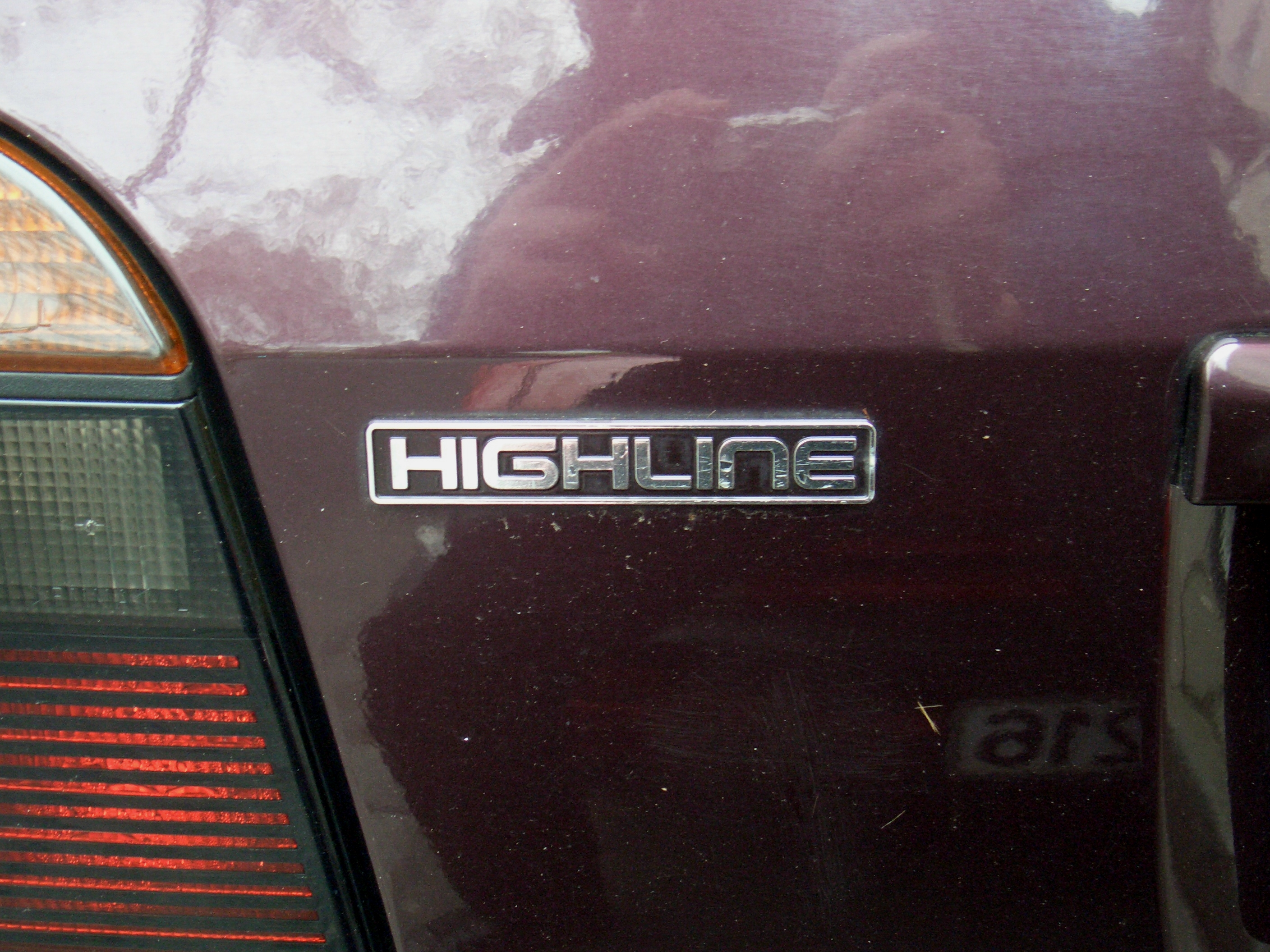
VW Golf Cabriolet Highline
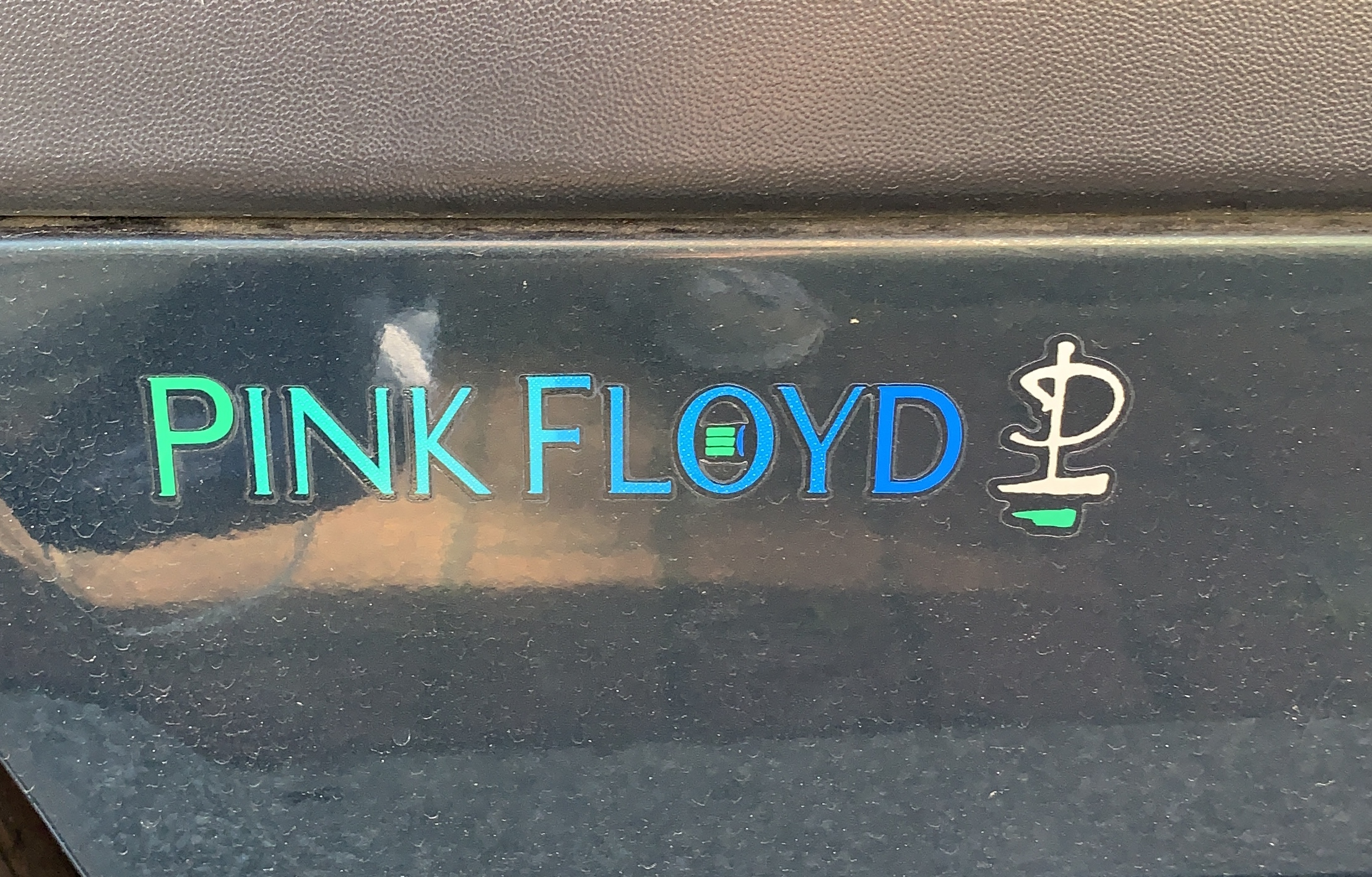
VW Golf Cabriolet Pink Floyd

## Golf IV Cabriolet (1998–2002)
Im Frühjahr 1998 kam das Golf IV Cabriolet heraus. Es war, trotz seines Namens, kein Cabriolet auf Basis des VW Golf IV, sondern es handelte sich lediglich um ein Facelift des Golf III Cabriolet. Die Veränderungen beschränkten sich auf die veränderte Front- und Heckpartie sowie einige Details im Innenraum wie beispielsweise eine blau/rote Armaturenbeleuchtung und neue Oberflächen.
Die Produktion wurde Mitte 2002, zunächst ohne direkten Nachfolger, eingestellt. Stattdessen erschien im Frühjahr 2003 der VW New Beetle auch als Cabriolet.

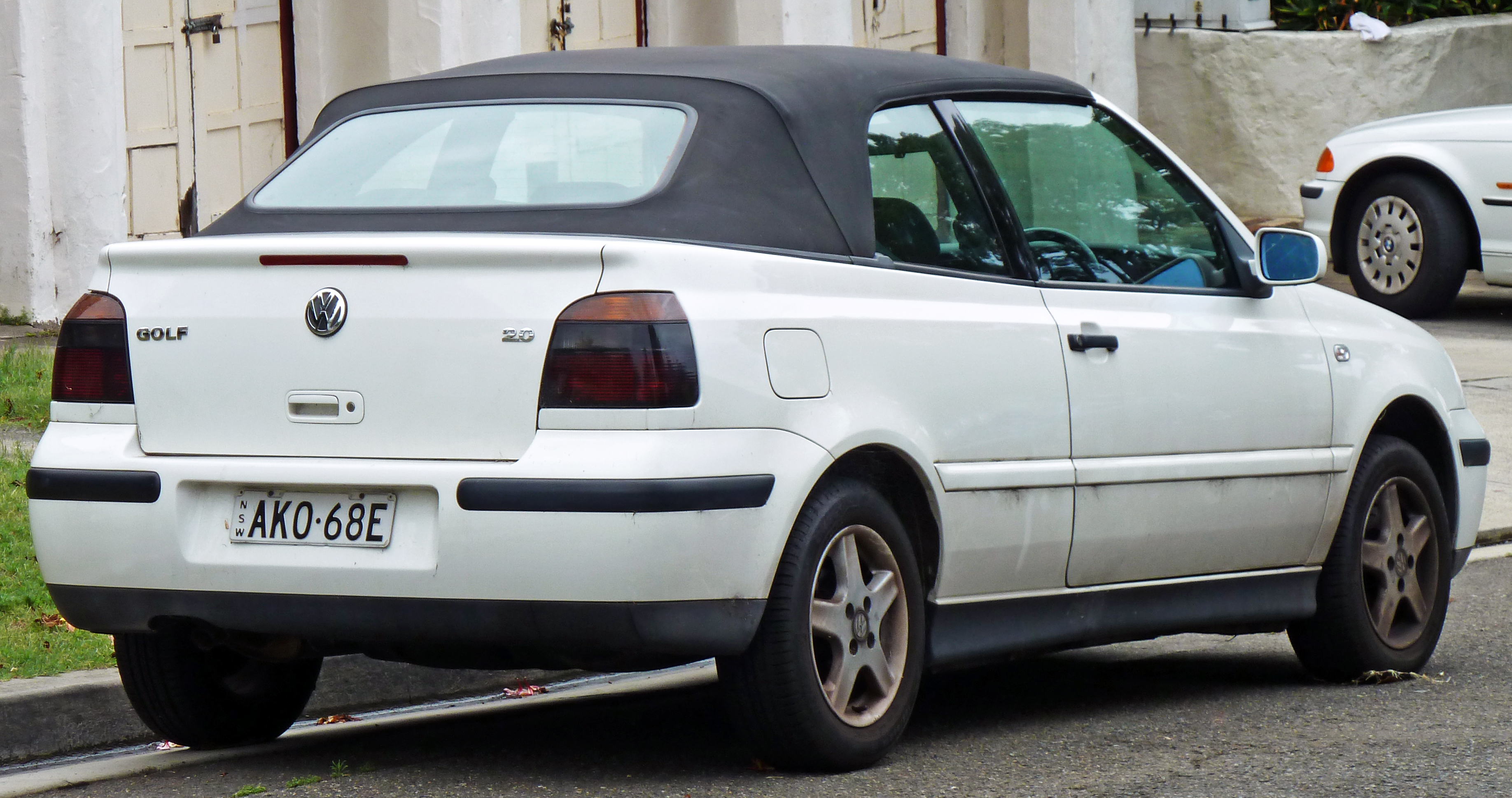
VW Golf Heckansicht

### Technische Daten
| | 1.6                         | 1.8                        | 1.8                        | 2.0                         | 2.0                         | 1.9 TDI                    | 1.9 TDI (1)                 |
| Bauzeitraum | 04/1998–10/2000             | 04/1998–10/2000            | 04/1998–10/2000            | 04/1998–10/2000             | 06/2000–06/2002             | 04/1998–12/2001            | 04/1998–10/2000             |
| Motorkenndaten |                             |                            |                            |                             |                             |                            |                             |
| Motortyp | R4-Ottomotor                | R4-Ottomotor               | R4-Ottomotor               | R4-Ottomotor                | R4-Ottomotor                | R4-Dieselmotor             | R4-Dieselmotor              |
| Anzahl Ventile pro Zylinder                                                                                         | 2                           | 2                          | 2                          | 2                           | 2                           | 2                          | 2                           |
| Ventilsteuerung | OHC, Zahnriemen             | OHC, Zahnriemen            | OHC, Zahnriemen            | OHC, Zahnriemen             | OHC, Zahnriemen             | OHC, Zahnriemen            | OHC, Zahnriemen             |
| Gemischaufbereitung                                                                                                 | Saugrohreinspritzung        | Zentraleinspritzung        | Zentraleinspritzung        | Saugrohreinspritzung        | Saugrohreinspritzung        | Direkteinspritzung         | Direkteinspritzung          |
| Motoraufladung | –                           | –                          | –                          | –                           | –                           | Turbolader, Ladeluftkühler | Turbolader, Ladeluftkühler  |
| Kühlung | Wasserkühlung               | Wasserkühlung              | Wasserkühlung              | Wasserkühlung               | Wasserkühlung               | Wasserkühlung              | Wasserkühlung               |
| Motorkennbuchstaben                                                                                                 | AFT, AKS                    | AAM, ANN                   | ADZ, ANP                   | AKR, AGG                    | AWG, AWF                    | ALE                        | AFN                         |
| Bohrung × Hub | 81,0 mm × 77,4 mm           | 81,0 mm × 86,4 mm          | 81,0 mm × 86,4 mm          | 82,5 mm × 92,8 mm           | 82,5 mm × 92,8 mm           | 79,5 mm × 95,5 mm          | 79,5 mm × 95,5 mm           |
| Hubraum | 1595 cm³                    | 1781 cm³                   | 1781 cm³                   | 1984 cm³                    | 1984 cm³                    | 1896 cm³                   | 1896 cm³                    |
| Verdichtungsverhältnis                                                                                              | 10,3:1                      | 9,0:1                      | 10,0:1                     | 10,4:1                      | 10,0:1                      | 19,5:1                     | 19,5:1                      |
| max. Leistung | 74 kW (100 PS) bei 5800/min | 55 kW (75 PS) bei 5000/min | 66 kW (90 PS) bei 5500/min | 85 kW (115 PS) bei 5400/min | 85 kW (115 PS) bei 5400/min | 66 kW (90 PS) bei 4000/min | 81 kW (110 PS) bei 4150/min |
| max. Drehmoment | 140 Nm bei 3500/min         | 140 Nm bei 2500/min        | 145 Nm bei 2500/min        | 166 Nm bei 2600/min         | 165 Nm bei 3200/min         | 202 Nm bei 1900/min        | 235 Nm bei 1900/min         |
| Kraftübertragung |                             |                            |                            |                             |                             |                            |                             |
| Antrieb | Vorderradantrieb            | Vorderradantrieb           | Vorderradantrieb           | Vorderradantrieb            | Vorderradantrieb            | Vorderradantrieb           | Vorderradantrieb            |
| Getriebe, serienmäßig                                                                                               | 5-Gang-Schaltgetriebe       | 5-Gang-Schaltgetriebe      | 5-Gang-Schaltgetriebe      | 5-Gang-Schaltgetriebe       | 5-Gang-Schaltgetriebe       | 5-Gang-Schaltgetriebe      | 5-Gang-Schaltgetriebe       |
| Getriebe, optional                                                                                                  | 4-Stufen-Automatikgetriebe  | –                          | 4-Stufen-Automatikgetriebe | 4-Stufen-Automatikgetriebe  | 4-Stufen-Automatikgetriebe  | –                          | –                           |
| Gewichte (2) |                             |                            |                            |                             |                             |                            |                             |
| Leergewicht | 1175 kg (1209 kg)           | 1159 kg                    | 1160 kg (1262 kg)          | 1176 kg (1215 kg)           | 1176 kg (1215 kg)           | 1241 kg                    | 1245 kg                     |
| Zulässiges Gesamtgewicht                                                                                            | 1610 kg (1650 kg)           | 1600 kg                    | 1600 kg (1630 kg)          | 1610 kg (1650 kg)           | 1610 kg (1650 kg)           | 1670 kg                    | 1670 kg                     |
| Zulässiges Anhängelast ohne Bremsen                                                                                 | 500 kg                      | 500 kg                     | 500 kg                     | 500 kg                      | 500 kg                      | 500 kg                     | 500 kg                      |
| Zulässiges Anhängelast mit Bremsen                                                                                  | 1000 kg                     | 1200 kg                    | 1200 kg                    | 1200 kg                     | 1200 kg                     | 1200 kg                    | 1200 kg                     |
| Messwerte (2) |                             |                            |                            |                             |                             |                            |                             |
| Höchstgeschwindigkeit                                                                                               | 185 km/h (182 km/h)         | 163 km/h                   | 175 km/h (171 km/h)        | 193 km/h (189 km/h)         | 193 km/h (189 km/h)         | 175 km/h                   | 190 km/h                    |
| Beschleunigung, 0–100 km/h                                                                                          | 11,9 s (13,8 s)             | 15,5 s                     | 13,1 s (15,0 s)            | 10,7 s (12,3 s)             | 10,7 s (12,3 s)             | 13,3 s                     | 11,3 s                      |
| Kraftstoffverbrauch auf 100 km (kombiniert)                                                                         | 8,0 l S (9,0 l S)           | 7,7 l N                    | 8,0 l S (9,4 l S)          | 7,9 l S (9,1 l S)           | 7,9 l S (9,1 l S)           | 5,2 l D                    | 5,2 l D                     |
| CO2-Emission (kombiniert)                                                                                           | 192 g/km (216 g/km)         | 185 g/km                   | 192 g/km (226 g/km)        | 190 g/km (218 g/km)         | 190 g/km (218 g/km)         | 140 g/km                   | 140 g/km                    |
| Abgasnorm | Euro2                       | Euro2                      | Euro2                      | Euro2                       | Euro4                       | Euro2 ab 2001: Euro3       | Euro2                       |
| (1) Das rote I im TDI-Schriftzug steht für den 81-kW-Motor. (2) Werte in runden Klammern ( ) für Automatikgetriebe. |                             |                            |                            |                             |                             |                            |                             |

## Golf VI Cabriolet (2011–2016)
| Sterne im Euro-NCAP-Crashtest |

Nachdem die Volkswagen AG ab Ende 2009 große Teile des insolventen Unternehmens Karmann übernommen hatte, begann die neugegründete Volkswagen Osnabrück GmbH ab März 2011 u. a. mit der Produktion des Golf VI Cabriolet im November 2012 auf dem ehemaligen Karmann-Gelände.
Das Golf VI Cabriolet war mit Ottomotoren von 77 bis 195 kW (105 bis 265 PS) und Dieselmotoren von 77 bis 110 kW (105 bis 150 PS) erhältlich.
Mitte 2012 kam das GTI-Cabrio hinzu und im Frühjahr 2013 eine R-Variante mit 195 kW (265 PS).
Ende Februar 2016 gab VW bekannt, dass das Golf Cabrio eingestellt werde. Die frei werdende Kapazität in Osnabrück werde für die Auslaufproduktion des VW Tiguan I verwendet. Zum Abschied legte VW noch eine auf 200 Exemplare limitierte Last-Edition-Version mit nummerierter Plakette auf GTI-Basis auf. Sie war ab 46.500 € erhältlich.

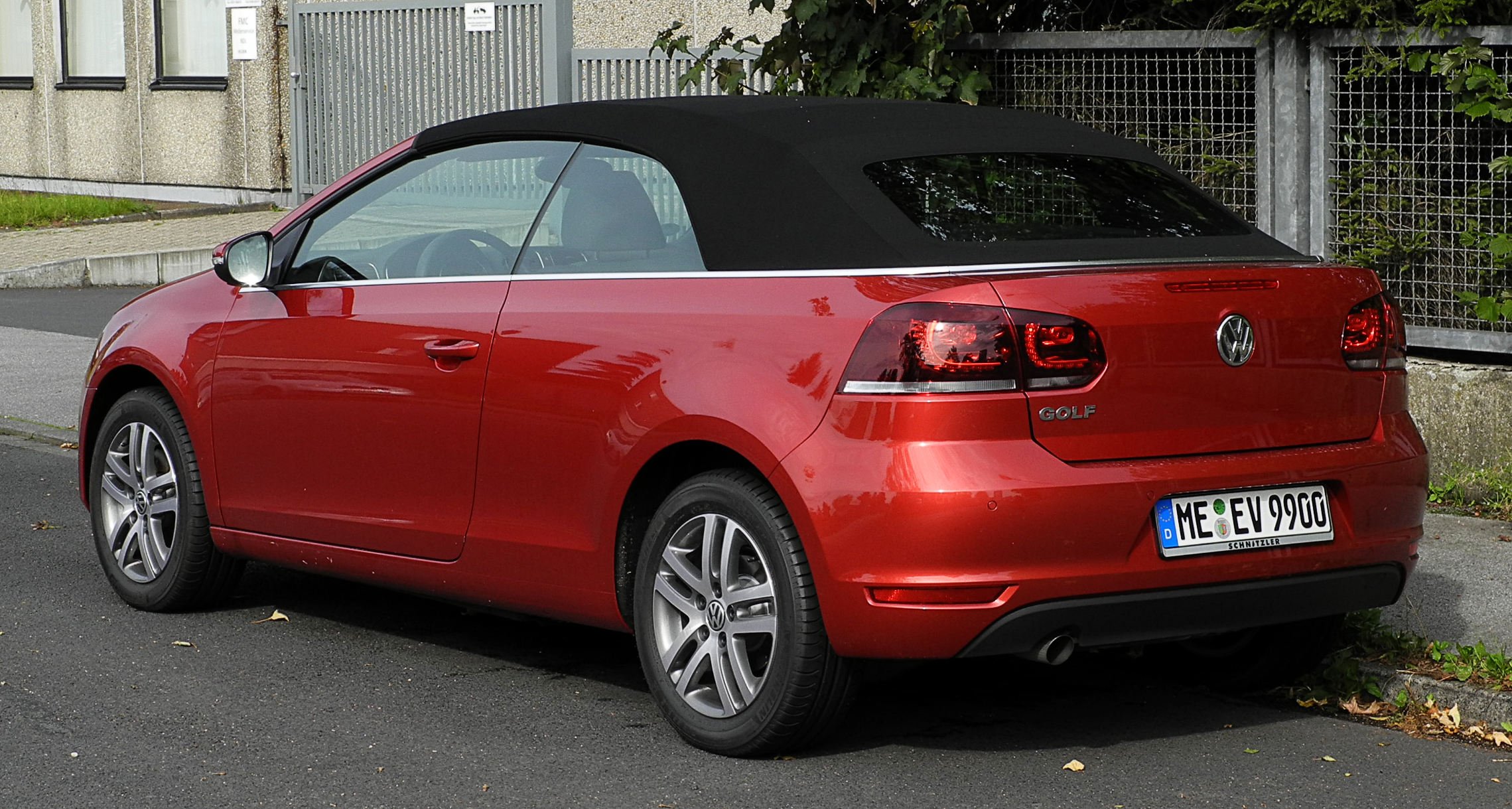
Heckansicht
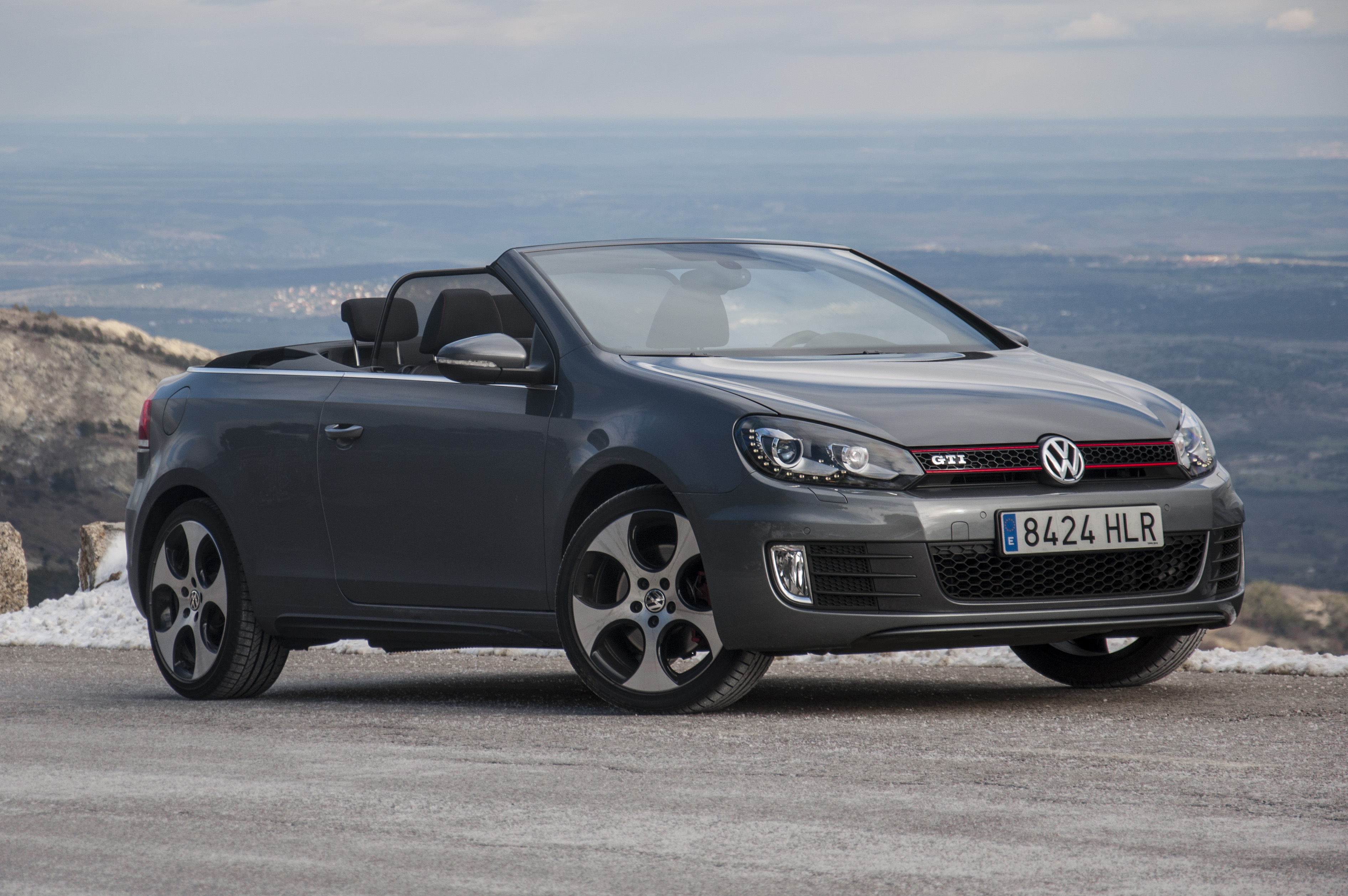
VW Golf GTI Cabrio (2012–2016)

### Sicherheit
Das Golf VI Cabriolet erreicht fünf Sterne im Euro-NCAP-Crashtest.
In einem vom ADAC durchgeführten Überrolltest kam es zu einer starken Deformierung der A-Säule. Die Sicherheit der vorderen Insassen wurde mit „mangelhaft“ bewertet. Für die hinteren Insassen bestehe ein „sehr guter“ Überlebensraum mit „zufriedenstellender“ Kopfbelastung.

### Technische Daten

#### Ottomotoren
| | 1.2 TSI                     | 1.2 TSI BlueMotion Technology | 1.4 TSI (1)                 | 1.4 TSI (1)                  | 1.4 TSI BlueMotion Technology    | 1.4 TSI BlueMotion Technology     | 2.0 TSI (GTI)                     | 2.0 TSI (GTI)                     | 2.0 TSI (R)                  |
| Bauzeitraum | 04/2011–03/2016             | 02/2011–03/2016               | 06/2011–05/2015             | 06/2011–05/2015              | 05/2015–03/2016                  | 05/2015–03/2016                   | 04/2012–05/2015                   | 05/2015–03/2016                   | 02/2013–05/2015              |
| Motorkenndaten |                             |                               |                             |                              |                                  |                                   |                                   |                                   |                              |
| Motortyp | R4-Ottomotor                | R4-Ottomotor                  | R4-Ottomotor                | R4-Ottomotor                 | R4-Ottomotor                     | R4-Ottomotor                      | R4-Ottomotor                      | R4-Ottomotor                      | R4-Ottomotor                 |
| Motorbaureihe | VW EA111                    | VW EA111                      | VW EA111                    | VW EA111                     | VW EA211                         | VW EA211                          | VW EA888 Evo2                     | VW EA888 Evo3                     | VW EA113                     |
| Anzahl Ventile pro Zylinder | 2                           | 2                             | 4                           | 4                            | 4                                | 4                                 | 4                                 | 4                                 | 4                            |
| Ventilsteuerung | OHC, Kette                  | OHC, Kette                    | DOHC, Kette                 | DOHC, Kette                  | DOHC, Zahnriemen                 | DOHC, Zahnriemen                  | DOHC, Kette                       | DOHC, Kette                       | DOHC, Zahnriemen             |
| Gemischaufbereitung | Direkteinspritzung          | Direkteinspritzung            | Direkteinspritzung          | Direkteinspritzung           | Direkteinspritzung               | Direkteinspritzung                | Direkteinspritzung                | Direkteinspritzung                | Direkteinspritzung           |
| Motoraufladung | Turbolader                  | Turbolader                    | Turbolader                  | Turbolader, Kompressor       | Turbolader                       | Turbolader                        | Turbolader                        | Turbolader                        | Turbolader                   |
| Kühlung | Wasserkühlung               | Wasserkühlung                 | Wasserkühlung               | Wasserkühlung                | Wasserkühlung                    | Wasserkühlung                     | Wasserkühlung                     | Wasserkühlung                     | Wasserkühlung                |
| Motorkennbuchstaben | CBZB                        | CBZB                          | CAXA                        | CAVD                         | CZCA                             | CZDA                              | CCZB                              | CULC                              | CDLA                         |
| Bohrung × Hub | 71,0 mm × 75,6 mm           | 71,0 mm × 75,6 mm             | 76,5 mm × 75,6 mm           | 76,5 mm × 75,6 mm            | 74,5 mm × 80,0 mm                | 74,5 mm × 80,0 mm                 | 82,5 mm × 92,8 mm                 | 82,5 mm × 92,8 mm                 | 82,5 mm × 92,8 mm            |
| Hubraum | 1197 cm³                    | 1197 cm³                      | 1390 cm³                    | 1390 cm³                     | 1395 cm³                         | 1395 cm³                          | 1984 cm³                          | 1984 cm³                          | 1984 cm³                     |
| Verdichtungsverhältnis | 10,0:1                      | 10,0:1                        | 10,0:1                      | 10,0:1                       | 10,5:1                           | 10,5:1                            | 9,6:1                             | 9,6:1                             | 9,6:1                        |
| max. Leistung | 77 kW (105 PS) bei 5000/min | 77 kW (105 PS) bei 5000/min   | 90 kW (122 PS) bei 5000/min | 118 kW (160 PS) bei 5800/min | 92 kW (125 PS) bei 5000–6000/min | 110 kW (150 PS) bei 5000–6000/min | 155 kW (210 PS) bei 5300–6200/min | 162 kW (220 PS) bei 4200–6200/min | 195 kW (265 PS) bei 6000/min |
| max. Drehmoment | 175 Nm bei 1550–4100/min    | 175 Nm bei 1550–4100/min      | 200 Nm bei 1500–4000/min    | 240 Nm bei 1500–4500/min     | 200 Nm bei 1400–4000/min         | 250 Nm bei 1500–3500/min          | 280 Nm bei 1700–5200/min          | 350 Nm bei 1500-4000/min          | 350 Nm bei 2500–5000/min     |
| Kraftübertragung |                             |                               |                             |                              |                                  |                                   |                                   |                                   |                              |
| Antrieb | Vorderradantrieb            | Vorderradantrieb              | Vorderradantrieb            | Vorderradantrieb             | Vorderradantrieb                 | Vorderradantrieb                  | Vorderradantrieb                  | Vorderradantrieb                  | Vorderradantrieb             |
| Getriebe, serienmäßig | 6-Gang-Schaltgetriebe       | 6-Gang-Schaltgetriebe         | 6-Gang-Schaltgetriebe       | 6-Gang-Schaltgetriebe        | 6-Gang-Schaltgetriebe            | 6-Gang-Schaltgetriebe             | 6-Gang-Schaltgetriebe             | 7-Gang-DSG                        | 6-Gang-DSG                   |
| Getriebe, optional | –                           | –                             | 7-Gang-DSG                  | 7-Gang-DSG                   | 7-Gang-DSG                       | 7-Gang-DSG                        | 7-Gang-DSG                        | –                                 | –                            |
| Gewichte (2) |                             |                               |                             |                              |                                  |                                   |                                   |                                   |                              |
| Leergewicht | 1416 kg                     | 1421 kg                       | 1456 kg (1479 kg)           | 1484 kg (1503 kg)            | 1395 kg (1426 kg)                | 1419 kg (1447 kg)                 | 1533 kg (1555 kg)                 | (1505 kg)                         | (1614 kg)                    |
| Zulässiges Gesamtgewicht | 1850 kg                     | 1850 kg                       | 1890 kg (1920 kg)           | 1920 kg (1940 kg)            | 1870 kg (1900 kg)                | 1890 kg (1910 kg)                 | 1960 kg (1980 kg)                 | (1950 kg)                         | (2000 kg)                    |
| Zulässige Anhängelast (ungebremst) | 700 kg                      | 710 kg                        | 720 kg (730 kg)             | 740 kg (750 kg)              | 690 kg (710 kg)                  | 700 kg (720 kg)                   | 750 kg                            | 750 kg                            | 0 kg                         |
| Zulässige Anhängelast (gebremst) | 1200 kg                     | 1200 kg                       | 1300 kg                     | 1400 kg                      | 1300 kg                          | 1400 kg                           | 1400 kg                           | 1400 kg                           | 0 kg                         |
| Messwerte (2) |                             |                               |                             |                              |                                  |                                   |                                   |                                   |                              |
| Höchstgeschwindigkeit | 188 km/h                    | 188 km/h                      | 197 km/h                    | 216 km/h                     | 197 km/h                         | 208 km/h                          | 237 km/h (235 km/h)               | (236 km/h)                        | (250 km/h)                   |
| Beschleunigung, 0–100 km/h | 11,7 s                      | 11,7 s                        | 10,5 s                      | 8,4 s                        | 9,9 s                            | 8,8 s                             | 7,3 s                             | (6,9 s)                           | (6,4 s)                      |
| Kraftstoffverbrauch auf 100 km (kombiniert) | 5,9 l S                     | 5,7 l S                       | 6,4 l S (6,3 l S)           | 6,4 l S (6,3 l S)            | 5,4 l S (5,4 l S)                | 5,2 l S (5,2 l S)                 | 7,6 l S (7,7 l S)                 | (6,5 l S)                         | (8,2 l SP)                   |
| CO2-Emission (kombiniert) | 139 g/km                    | 132 g/km                      | 149 g/km (147 g/km)         | 150 g/km (148 g/km)          | 124 g/km (124 g/km)              | 120 g/km (120 g/km)               | 177 g/km (180 g/km)               | (152 g/km)                        | (190 g/km)                   |
| Abgasnorm nach EU-Klassifikation | Euro 5                      | Euro 5                        | Euro 5                      | Euro 5                       | Euro 6                           | Euro 6                            | Euro 5                            | Euro 6                            | Euro 5                       |
| (1) Das rote I im TSI-Schriftzug steht für den 90-kW-Motor und der rote TSI-Schriftzug steht für den 118-kW-Motor. (2) Werte in runden Klammern ( ) für Automatikgetriebe. |                             |                               |                             |                              |                                  |                                   |                                   |                                   |                              |

#### Dieselmotoren
| | 1.6 TDI DPF                 | 1.6 TDI DPF BlueMotion Technology | 2.0 TDI DPF BMT             | 2.0 TDI DPF BMT                      | 2.0 TDI DPF BMT                   |
| Bauzeitraum                                                                                         | 04/2011–05/2015             | 02/2011–05/2015                   | 05/2015–03/2016             | 10/2011–05/2015                      | 05/2015–03/2016                   |
| Motorkenndaten                                                                                      |                             |                                   |                             |                                      |                                   |
| Motortyp                                                                                            | R4-Dieselmotor              | R4-Dieselmotor                    | R4-Dieselmotor              | R4-Dieselmotor                       | R4-Dieselmotor                    |
| Motorbaureihe                                                                                       | VW EA189                    | VW EA189                          | VW EA288                    | VW EA189                             | VW EA288                          |
| Anzahl Ventile pro Zylinder                                                                         | 4                           | 4                                 | 4                           | 4                                    | 4                                 |
| Ventilsteuerung                                                                                     | DOHC, Zahnriemen            | DOHC, Zahnriemen                  | DOHC, Zahnriemen            | DOHC, Zahnriemen                     | DOHC, Zahnriemen                  |
| Gemischaufbereitung                                                                                 | Common-Rail-Einspritzung    | Common-Rail-Einspritzung          | Common-Rail-Einspritzung    | Common-Rail-Einspritzung             | Common-Rail-Einspritzung          |
| Motoraufladung                                                                                      | Turbolader                  | Turbolader                        | Turbolader                  | Turbolader                           | Turbolader                        |
| Kühlung                                                                                             | Wasserkühlung               | Wasserkühlung                     | Wasserkühlung               | Wasserkühlung                        | Wasserkühlung                     |
| Motorkennbuchstaben                                                                                 | CAYC                        | CAYC                              | CUUA                        | CFHC                                 | CUUB                              |
| Bohrung × Hub                                                                                       | 79,5 mm × 80,5 mm           | 79,5 mm × 80,5 mm                 | 81,0 mm × 95,5 mm           | 81,0 mm × 95,5 mm                    | 81,0 mm × 95,5 mm                 |
| Hubraum                                                                                             | 1598 cm³                    | 1598 cm³                          | 1968 cm³                    | 1968 cm³                             | 1968 cm³                          |
| Verdichtungsverhältnis                                                                              | 16,5:1                      | 16,5:1                            | 16,2:1                      | 16,5:1                               | 16,2:1                            |
| max. Leistung                                                                                       | 77 kW (105 PS) bei 4400/min | 77 kW (105 PS) bei 4400/min       | 81 kW (110 PS) bei 3500/min | 103 kW (1) (140 PS) (1) bei 4200/min | 110 kW (150 PS) bei 3000-4000/min |
| max. Drehmoment                                                                                     | 250 Nm bei 1500–2500/min    | 250 Nm bei 1500–2500/min          | 250 Nm bei 1750-3000/min    | 320 Nm bei 1750–2500/min             | 340 Nm bei 1750-3000/min          |
| Kraftübertragung                                                                                    |                             |                                   |                             |                                      |                                   |
| Antrieb                                                                                             | Vorderradantrieb            | Vorderradantrieb                  | Vorderradantrieb            | Vorderradantrieb                     | Vorderradantrieb                  |
| Getriebe, serienmäßig                                                                               | 5-Gang-Schaltgetriebe       | 5-Gang-Schaltgetriebe             | 5-Gang-Schaltgetriebe       | 6-Gang-Schaltgetriebe                | 6-Gang-Schaltgetriebe             |
| Getriebe, optional                                                                                  | –                           | –                                 | –                           | 6-Gang-DSG                           | 6-Gang-DSG                        |
| Gewichte (2)                                                                                        |                             |                                   |                             |                                      |                                   |
| Leergewicht                                                                                         | 1498 kg                     | 1501 kg                           | 1504 kg                     | 1521 kg (1545 kg)                    | 1505 kg (1521 kg)                 |
| Zulässiges Gesamtgewicht                                                                            | 1920 kg                     | 1920 kg                           | 1960 kg                     | 1960 kg (1980 kg)                    | 1970 kg (1990 kg)                 |
| Zulässige Anhängelast (ungebremst)                                                                  | 740 kg                      | 750 kg                            | 750 kg                      | 750 kg                               | 750 kg                            |
| Zulässige Anhängelast (gebremst)                                                                    | 1400 kg                     | 1400 kg                           | 1400 kg                     | 1500 kg                              | 1500 kg                           |
| Messwerte (2)                                                                                       |                             |                                   |                             |                                      |                                   |
| Höchstgeschwindigkeit                                                                               | 188 km/h                    | 188 km/h                          | 188 km/h                    | 207 km/h (205 km/h)                  | 208 km/h (206 km/h)               |
| Beschleunigung, 0–100 km/h                                                                          | 12,1 s                      | 12,1 s                            | 11,7 s                      | 9,9 s                                | 9,2 s                             |
| Kraftstoffverbrauch auf 100 km (kombiniert)                                                         | 4,8 l D                     | 4,4 l D                           | 4,4 l D                     | 4,5 l D (5,1 l D)                    | 4,2 l D (4,6 l D)                 |
| CO2-Emission (kombiniert)                                                                           | 125 g/km                    | 117 g/km                          | 115 g/km                    | 119 g/km (134 g/km)                  | 110 g/km (122 g/km)               |
| Abgasnorm nach EU-Klassifikation                                                                    | Euro 5                      | Euro 5                            | Euro 6                      | Euro 5                               | Euro 6                            |
| (1) Für einige Exportländer 100 kW (136 PS) (2) Werte in runden Klammern ( ) für Automatikgetriebe. |                             |                                   |                             |                                      |                                   |